# Bangladesch
Bangladesch (bengalisch বাংলাদেশ Bāṃlādeś [ˈbaŋlaˌd̪eʃ]; Zusammensetzung aus bangla ‚bengalisch‘ und desch ‚Land‘) ist ein Staat in Südasien. Er grenzt im Süden an den Golf von Bengalen, im Südosten an Myanmar und wird außerdem von den indischen Bundesstaaten Meghalaya, Tripura, Westbengalen, Mizoram und Assam umschlossen. Mit etwa 171 Millionen Einwohnern (2022) auf einer Fläche von 147.570 km² steht es nach Einwohnerzahl auf Platz acht der größten Staaten der Erde und auf Platz eins der Flächenstaaten nach Bevölkerungsdichte. Nach Fläche gehört es mit Platz 92 jedoch zu den mittelgroßen Staaten. Die große Mehrheit der Staatsbürger sind sunnitische Muslime. Die Hauptstadt Dhaka ist eine der am schnellsten wachsenden Megastädte der Welt; weitere Millionenstädte sind Chittagong und Khulna.
Bangladesch nimmt den östlichen Teil der historischen Region Bengalen ein, der 1947 aufgrund der muslimischen Bevölkerungsmehrheit bei der Teilung Britisch-Indiens unter der Bezeichnung Ostpakistan zum östlichen Landesteil Pakistans wurde. Im Jahr 1971 erlangte Ostpakistan infolge des Bangladesch-Krieges seine Unabhängigkeit unter dem Namen Bangladesch. Die Bezeichnung eines Staatsangehörigen des Landes lautet Bangladescher.
Das Land wird naturräumlich durch den Monsun, das Mündungsdelta der Flüsse Brahmaputra, Ganges und Meghna mit ihren ausgedehnten Sumpfgebieten und Sundarbans sowie seine Lage am Meer und das überwiegend flache Tiefland geprägt. Die Kombination dieser Merkmale sorgen für häufiges Hochwasser und folgenreiche Überflutungen des dichtbevölkerten Landes. Der global ansteigende Meeresspiegel wird die Probleme voraussichtlich verschärfen.
Bangladesch konnte dank eines wirtschaftlichen Aufschwungs seine sozialen und ökonomischen Indikatoren stark verbessern, zählt allerdings weiterhin zu den ärmsten Ländern des asiatischen Kontinents. Dank seiner wachsenden Wirtschaft und jungen Bevölkerung gehört es inzwischen zu den aufstrebenden Next-Eleven-Märkten. Das Entwicklungsprogramm der Vereinten Nationen stuft Bangladesch als Land mit einer mittleren menschlichen Entwicklung ein.

## Geographie
Bangladesch grenzt an die indischen Bundesstaaten Westbengalen, Assam, Meghalaya, Tripura und Mizoram (im Uhrzeigersinn, beginnend im Westen) sowie an Myanmar und den Golf von Bengalen (Teil des Indischen Ozeans). Die Gesamtlänge der Landgrenze beträgt 4246 km, davon 4053 km zu Indien und nur 193 km zu Myanmar. Die Küstenlänge beträgt 580 km.

### Naturraum

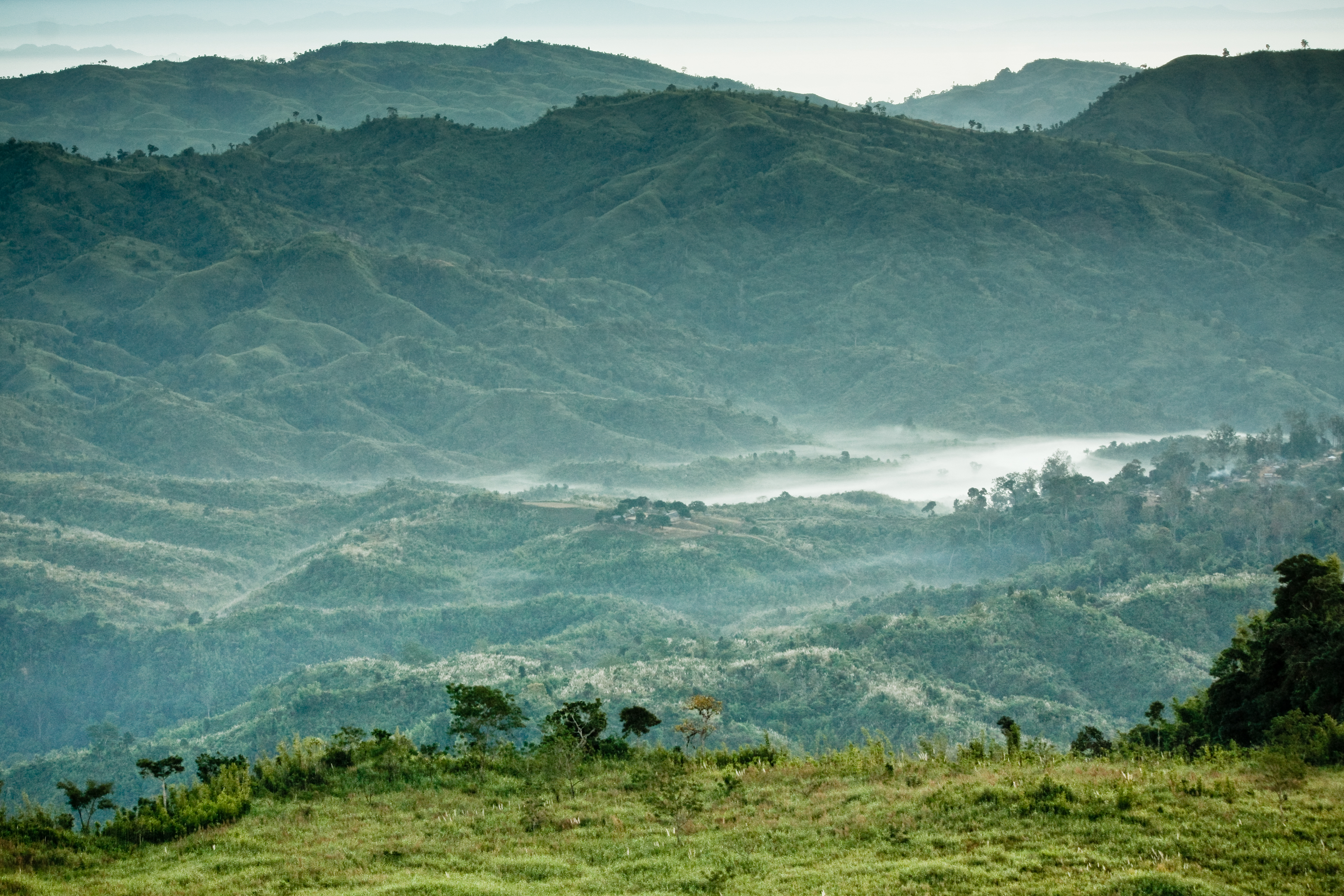
Der Berg Keokradong liegt im Südosten Bangladeschs im Norden der Upazila Thanchi in der Chittagong Hill Tracts.

Der größte Teil Bangladeschs wird vom Mündungsdelta der Flüsse Brahmaputra, Ganges und Meghna gebildet; ein von vielen Altwasserarmen, Tümpeln und kleinen Inseln durchzogenes Sumpfgebiet, das während der Monsunzeit regelmäßig vom Flusshochwasser überschwemmt wird. Rund 90 Prozent von Bangladesch bestehen aus flachem Tiefland, und die Hauptstadt Dhaka liegt nur sechs Meter über dem Meer. Lediglich der südöstliche Landesteil mit der Hügel- und Berglandschaft der Chittagong Hill Tracts weicht von diesem Erscheinungsbild ab.

### Vegetation

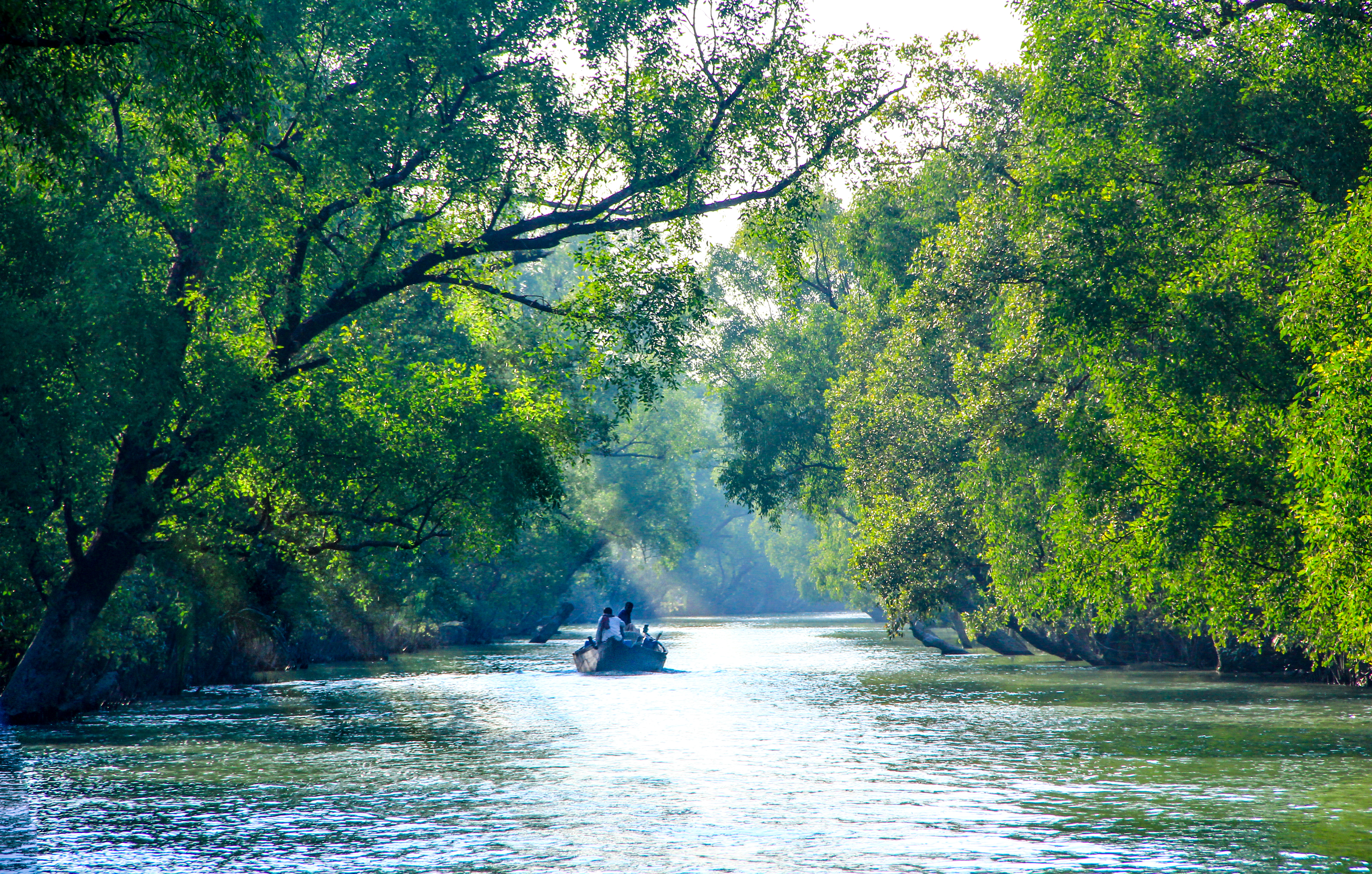
Die Sundarbans sind die größten Mangrovenwälder der Erde. Ein Anteil von zwei Dritteln liegt im Südwesten Bangladeschs.

Da der natürliche Baumbestand im Zuge des intensiven Ackerbaus großflächig dezimiert wurde, sind nur 15 Prozent des Landes bewaldet. Tropische Regenwälder existieren vor allem im südöstlichen Hügelland, während im Einzugsbereich der Flussdeltas ausgedehnte Mangrovenvegetation vorherrscht. Diese Sundarbans genannten Gebiete (nach den bis zu 25 m hohen Sundaribäumen) sind mit einer Fläche von etwa 10.000 km² die größten Mangrovenwälder der Erde. Sie machen rund die Hälfte der verbliebenen Waldfläche des Landes aus.

### Klima
Das Klima Bangladeschs ist tropisch mit zunehmenden Niederschlägen von West nach Ost. Bangladesch liegt im Einflussbereich des Südwest-Monsuns, sodass durchschnittlich 1500 bis 2250 mm Jahresniederschlagssumme erreicht werden. Im Osten, am Fuß der Tripura-Lushai-Berge, fallen 3000 bis 4000 mm. Dort befindet sich mit dem Mowdok Mual die höchste Erhebung Bangladeschs (1045 m). Mehr als die Hälfte der Jahresniederschläge entfällt auf die Monate Juni bis August. Im März/April und im Oktober kommt es häufig zu tropischen Wirbelstürmen über dem Golf von Bengalen mit oft katastrophalen Folgen, da die damit verbundenen Fluten weite Teile des Landes überschwemmen. Ein Fünftel des Landes wird jährlich überschwemmt, bei extremen Überschwemmungen sind es 35 %. Die durchschnittliche Tageshöchsttemperatur liegt im Januar bei 25 °C und im April schon bei 35 °C. Im restlichen Jahr liegt die Temperatur bei 30 °C. In Bangladesch unterscheidet man drei bestimmte Jahreszeiten: von Ende Mai bis Anfang Oktober die Monsun-Saison, von Mitte Oktober bis Ende Februar die „kühle“ Jahreszeit und die „heiße“ Jahreszeit ungefähr zwischen dem 15. März und dem 15. Mai.

### Wirkungen des Klimawandels

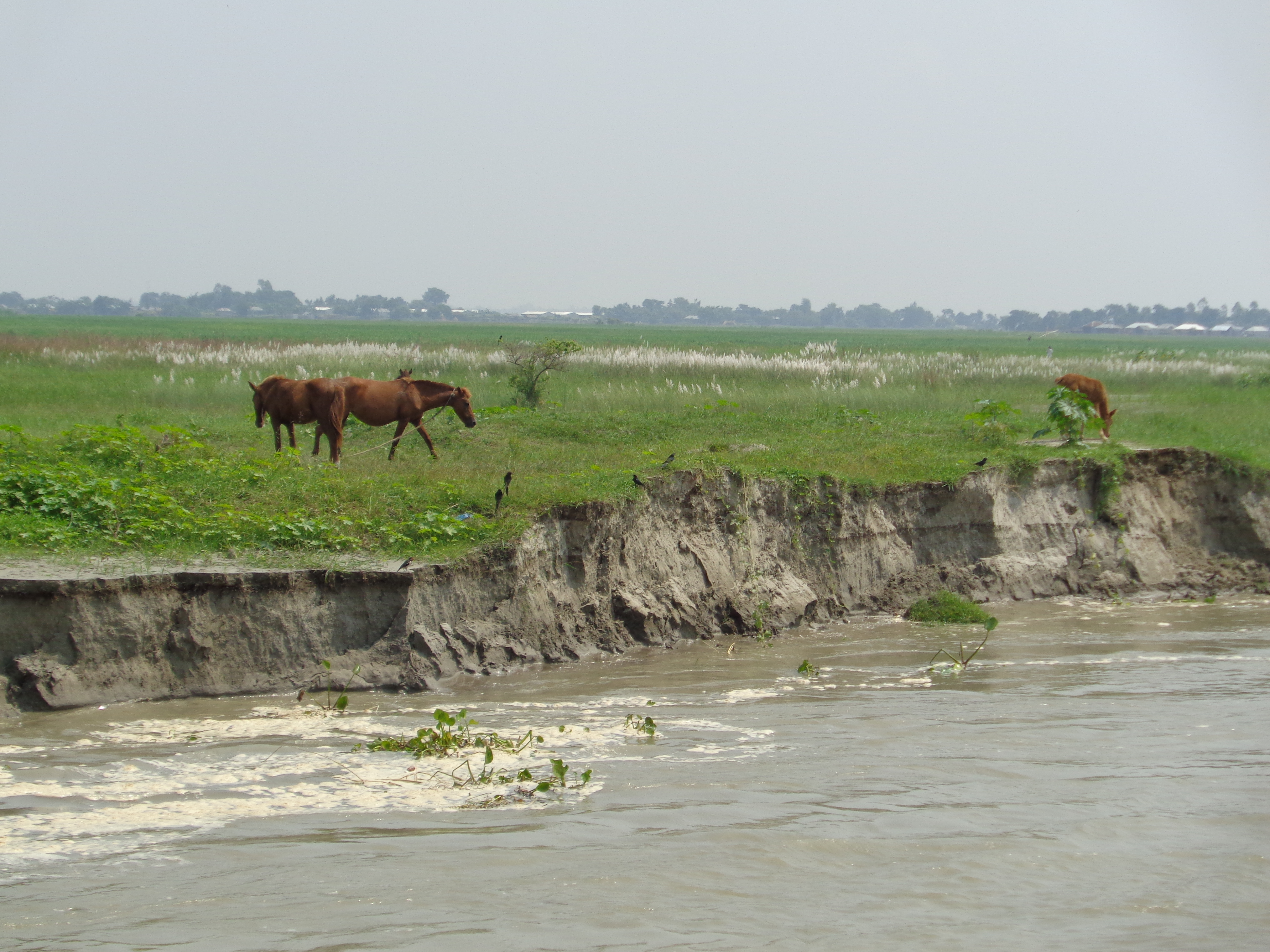
Ufererosion am Fluss Padma

Bangladesch ist durch die globale Erwärmung in besonderer Weise betroffen: Durch die geographischen Bedingungen – der Großteil des Landes liegt nur wenig höher als der Meeresspiegel –, die große Einwohnerzahl von etwa 170 Millionen Menschen sowie den Umstand, dass die Bevölkerung auf nur wenig Landfläche siedelt und zu etwa 80 % unterhalb der Armutsgrenze lebt, bestehen besondere Herausforderungen, sich an die Folgen der globalen Erwärmung anzupassen. Bei einem Anstieg des Meeresspiegels um einen Meter würden ohne Küstenschutzmaßnahmen etwa 18 % der gesamten Fläche von Bangladesch überschwemmt werden, womit ca. 38 Millionen Menschen ihre Heimat verlieren und zu Klimaflüchtlingen würden. Im Fünften Sachstandsbericht des IPCC aus dem Jahr 2013 wurde je nach zugrundeliegendem Szenario ein Anstieg zwischen 0,26 m und 0,98 m bis zum Jahr 2100 erwartet und durch langfristige Wirkungen von Treibhausgasemissionen ein weiterer Anstieg für die folgenden Jahrhunderte prognostiziert. Langfristig wird von einem Meeresspiegelanstieg in Höhe von ca. 2,3 m pro zusätzlichem Grad Celsius Erwärmung ausgegangen. Der tatsächliche Meeresspiegelanstieg in der Region beträgt 1,06 – 1,75 mm p. a. Von 1977 bis 2010 ist Bangladesch durch Veränderungen der Küstenlinie netto um 169 km² gewachsen.
Bedingt durch den steigenden Meeresspiegel ist eine zunehmend ins Landesinnere vordringende Versalzung von Grundwasser und Ackerböden zu beobachten. Zudem leben etwa 65 % der Bevölkerung im häufig durch Überschwemmungen betroffenen Flussdelta. Durch das verstärkte Abschmelzen der Himalaya-Gletscher sowie eine Veränderung der Niederschläge im Einzugsbereich der Flüsse infolge der globalen Erwärmung steigt die Hochwassergefahr zukünftig an. Im Nordwesten käme es hingegen zu einem Rückgang der Niederschläge und stärkerer Trockenheit, was dort wiederum die Wasserversorgung beeinträchtigen würde. Sowohl durch Bodenversalzung als auch die Veränderung des Monsuns wird ein Rückgang der Ernteerträge um bis zu 30 % bis 2050 erwartet. Da im betroffenen Gebiet bereits soziale Spannungen vorhanden sind und die klimawandelbedingte Migration in Richtung Dhaka und anderer urbaner Zentren zu einer Überlastung städtischer Infrastrukturen führt, wird zudem befürchtet, dass diese sich durch die verschlechterten Lebensbedingungen infolge des Klimawandels zu offenen gewaltsamen Konflikten entwickeln werden. Ebenso werden Konflikte um fruchtbare Gebiete im ländlichen Bangladesch mit dem Klimawandel in Verbindung gebracht. Dabei sind häufig indigene Volksgruppen wie die Santal oder die Bewohner der Chittagong Hill Tracts Opfer von Angriffen. 2019 wurde prognostiziert, dass bis 2030 das Bruttoinlandsprodukt Bangladeschs klimawandelbedingt um 4,3 % niedriger ausfallen wird. Von den Folgen werden insbesondere bereits benachteiligte Bevölkerungsgruppen betroffen sein.

### Naturkatastrophen
Bedingt durch seine Lage innerhalb der Tropen und am Meer in einer tektonisch unruhigen Zone (in relativer Nähe zum Himalaya) wird Bangladesch in unregelmäßigen Abständen von Naturkatastrophen heimgesucht. Dazu zählen Zyklone – also tropische Wirbelstürme und die zum Teil damit verbundenen Sturmfluten sowie Erdrutsche und Erdbeben.
| Datum                | Max. Windgeschwin- digkeit (km/h) | Höhe der Sturmflut (m) | Todesopfer  |
| -------------------- | --------------------------------- | ---------------------- | ----------- |
| 11. Mai 1965         | 161                               | 3,7–07,6               | 19.279      |
| 15. Dez 1965         | 217                               | 2,4–03,6               | 873         |
| 1. Okt 1966          | 139                               | 6,0–06,7               | 850         |
| 12. Nov 1970 (Bhola) | 224                               | 6,0–10,0               | ca. 300.000 |
| 25. Mai 1985 (1B)    | 154                               | 3,0–04,6               | 11.069      |
| 29. Apr 1991 (02B)   | 225                               | 6,0–07,6               | 138.882     |
| 19. Mai 1997 (01B)   | 232                               | 3,1–04,6               | 155         |
| 15. Nov 2007 (Sidr)  | 223                               |                        | 3.363       |
| 25. Mai 2009 (Aila)  | 092                               |                        | 190         |

### Tierwelt

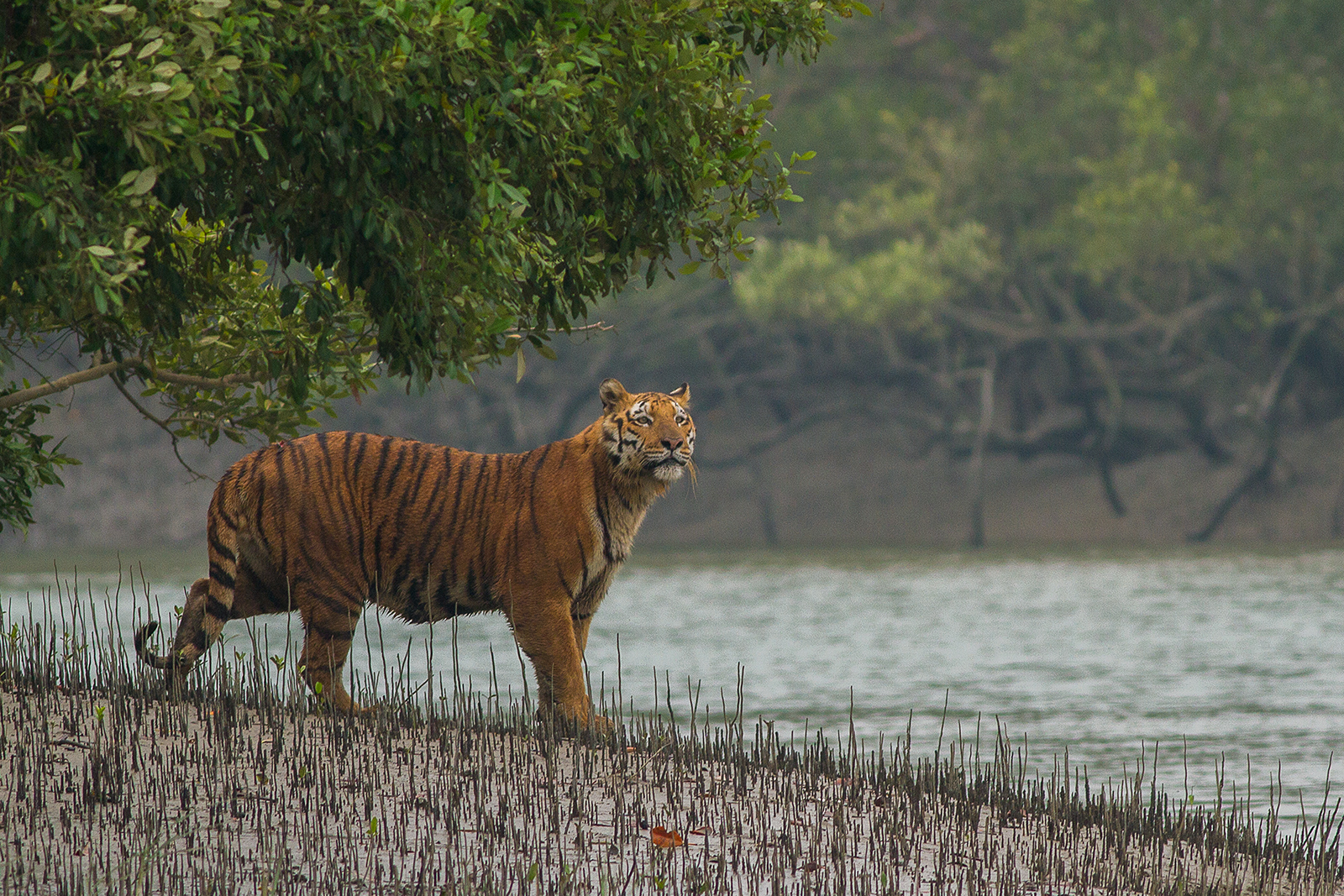
Der Königs- oder Bengaltiger ist eines der Nationaltiere Bangladeschs. Zwischen 200 und 419 Individuen leben noch in den Wäldern Bangladeschs.

In den Regenwäldern nahe Chittagong kann man Hirsche, Bären, Leoparden, Rhesusaffen und Elefanten finden. Insgesamt sind etwa 750 Vogelarten, 250 Arten von Säugetieren sowie 150 verschiedene Reptilien und Amphibien in Bangladesch bekannt. Zu den Reptilien des Landes zählen etwa Krokodile, Pythons und Kobras. Zudem leben in den Gewässern von Bangladesch etwa 250 Arten von Süßwasser- und an der Küste etwa 350 Arten von Meeresfischen; Fischer auf der Jagd nach Langusten und Garnelen bringen oftmals einen großen Fang mit nach Hause, der einerseits für die einheimische Bevölkerung als Nahrung dient, andererseits auch zum Export genutzt wird. Das wahrscheinlich bekannteste Tier Bangladeschs ist der Bengalische Tiger, auch Indischer oder Königstiger genannt. Diese Tigerart lebt im Südosten Bengalens. Männliche Exemplare können es auf eine Länge von 3 Metern bringen, eine Vierteltonne schwer werden und eine Schulterhöhe von einem Meter erreichen. Rot-goldenes Fell mit schwarzen Streifen ist Kennzeichen dieses Tigers, dessen Bauchbereich weiß gefärbt ist. Vereinzelt werden auch weiße bengalische Tiger gesichtet. Bengalische Tiger fressen etwa neun Kilo Fleisch pro Tag. In Bangladesch leben schätzungsweise 670 Tiger im geschützten Mangrovenwaldgebiet der Sundarbans.

### Verwaltungsgliederung

Verwaltungsgliederung in Distrikte und Unterdistrikte (Upazilas) im Jahr 2022

Bangladesch ist in acht Verwaltungseinheiten (Divisions), die wiederum in 64 Distrikte (Districts) untergliedert sind, aufgeteilt. Die Distrikte sind weiter nach Kreisen (Upazilas) untergliedert. Alle Divisions sind nach ihrer Hauptstadt benannt.
Die Divisions sind:
| Division    | Hauptstadt  | Fläche in km² | Einwohnerzahl 2016 | Bevölkerungs- dichte Ew./km² |
| ----------- | ----------- | ------------- | ------------------ | ---------------------------- |
| Barishal    | Barishal    | 13.297        | 9.145.000          | 688                          |
| Chittagong  | Chittagong  | 33.771        | 31.980.000         | 947                          |
| Dhaka       | Dhaka       | 20.551        | 40.171.000         | 1.955                        |
| Khulna      | Khulna      | 22.272        | 17.252.000         | 775                          |
| Maimansingh | Maimansingh | 10.569        | 12.368.000         | 1.170                        |
| Rajshahi    | Rajshahi    | 18.197        | 20.412.000         | 1.122                        |
| Rangpur     | Rangpur     | 16.317        | 17.602.000         | 1.079                        |
| Sylhet      | Sylhet      | 12.596        | 11.291.000         | 896                          |

Im Jahr 2015 kündigte die bangladeschische Regierung an, dass noch zwei weitere neue Divisionen gebildet werden sollen, und zwar Faridpur aus Teilen von Dhaka und Kumilla aus Teilen von Chittagong.

### Städte
Im Jahr 2023 lebten 41 Prozent der Einwohner Bangladeschs in Städten. Die Hauptstadt Dhaka, vor Chittagong und Khulna die größte Stadt des Landes, hatte bei der Volkszählung am 22. Januar 2001 in der eigentlichen Stadt 5.378.023 Einwohner (9.912.908 in der Agglomeration). Im Jahre 2010 wurde die Zahl der Bewohner auf etwa 15 Millionen geschätzt. Fast die Hälfte von ihnen lebt in Elendsvierteln. Dhaka gehört als eine der am schnellsten wachsenden Städte weltweit zu den Megastädten.
Die größten Städte sind (Volkszählung 2011):
1. Dhaka: 8.906.039 Einwohner
2. Chittagong: 2.592.439 Einwohner
3. Khulna: 1.400.000 Einwohner (Zählung 2014)
4. Rajshahi: 448.087 Einwohner
5. Sylhet: 369.425 Einwohner (Zählung 2007)

## Bevölkerung

### Demografie
Mit über 171 Millionen Einwohnern (Stand: 2022) steht Bangladesch in der Liste der Landesbevölkerungen an achter Stelle und ist mit einer Bevölkerungsdichte von 1084,2 Menschen je Quadratkilometer der am dichtesten besiedelte Flächenstaat der Welt. Lange Zeit hatte Bangladesch eine hohe Geburtenrate. Die Anzahl der Geburten pro Frau lag 2022 statistisch bei 2,0, die der Region Süd-Asien betrug 2,2. Die Bevölkerung wird nach einer Prognose der Vereinten Nationen aus dem Jahr 2017 bis 2050 auf über 200 Millionen anwachsen und dann anfangen zu stagnieren. Der Median des Alters der Bevölkerung lag im Jahr 2021 bei 26,3 Jahren. Im Jahr 2023 waren 25,5 Prozent der Bevölkerung unter 15 Jahre, während der Anteil der über 64-Jährigen 6,3 Prozent der Bevölkerung betrug.

### Bevölkerungsstruktur
Im Jahre 2017 waren 0,9 % der Bevölkerung im Ausland geboren. Während der Ausschreitungen gegen Rohingya im benachbarten Myanmar flohen bis Ende 2017 etwa 850.000 Rohingya nach Bangladesch. Bangladesch selbst ist ein Auswanderungsland. Im Jahr 2016 lebten 7,5 Millionen gebürtige Bangladescher im Ausland, vor allem in Indien, in den arabischen Golfstaaten, den USA und Europa.
In fast allen Landesteilen liegt die Bevölkerungsdichte über 500 Einwohner/km². Nur in den Distrikten um Chittagong (außer Cox’s Bazar) liegt sie zwischen 75 Einwohner/km² und 500 Einwohner/km². Zu den Gebieten mit der höchsten Bevölkerungsdichte zählen Narsingdi und Narayanganj mit über 2000 Einwohner/km² und die Hauptstadt Dhaka mit mehr als 7000 Einwohner/km².

### Sprachen

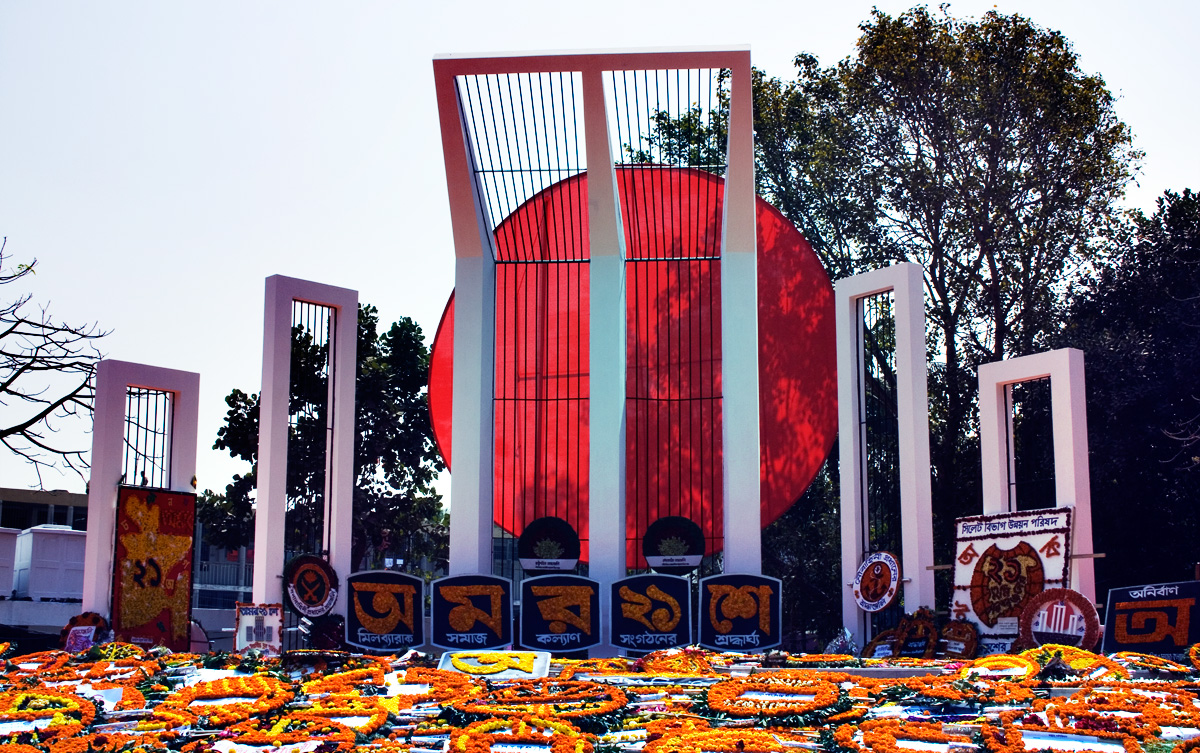
Das Shaheed Minar in Dhaka erinnert an die bangladeschischen Studenten, die in der Bengalischen Sprachbewegung des Jahres 1952 ihr Leben ließen.

Im Gegensatz zu den anderen Staaten Südasiens ist Bangladesch ethnisch relativ einheitlich: Das Bengalische, das zu den indoarischen Sprachen zählt, wird von etwa 98 % der Bevölkerung als Muttersprache gesprochen. Die bengalische Sprache hat eine zentrale Rolle im Unabhängigkeitskampf gespielt und ist als Amtssprache des Landes auch heute von großer Bedeutung für die nationale Identität.
Unter der Mittel- und Oberschicht ist Englisch als Bildungssprache weit verbreitet und wird als Verwaltungs- und Geschäftssprache genutzt – im Unterschied zum benachbarten Indien hat Englisch aber keinen offiziellen Status als Amtssprache. Insgesamt werden 39 verschiedene Sprachen und Idiome gesprochen.
Zu den wenigen Minderheiten gehören die Bihari (1 %), die aufgrund religiöser Konflikte infolge der Teilung Britisch-Indiens bei dessen Unabhängigkeit aus Bihar in das damalige Ostpakistan kamen. Sie sprechen zumeist Urdu. Daneben gibt es in den Chittagong Hill Tracts im Südosten und im Norden des Landes zwei Minderheiten, die matrilinear organisiert sind: die Khasi (das Khasi ist eine Mon-Khmer-Sprache) und die Garo (das Garo ist eine tibetobirmanische Sprache). Beide Volksgruppen wurden 1972 durch die Grenzziehung von ihren Stammesgemeinschaften im benachbarten indischen Bundesstaat Meghalaya getrennt.

### Religion

Quelle: Zensus 2011

#### Konfessionen
Die Mehrheit der Bevölkerung, rund 90 Prozent, bekennt sich zum Islam. Davon bildet ein Großteil die sunnitische Glaubensrichtung, Schiiten sind in einer Minderheit vorhanden. Der Islam ist in Bangladesch Staatsreligion. Ein bis dahin seit 28 Jahren anhängiges Verfahren zur Streichung dieses Passus aus der Verfassung wurde vom Hohen Gericht des Landes 2016 abgelehnt. Der Hinduismus ist mit knapp neun Prozent und der Buddhismus mit weniger als einem Prozent vertreten. In der längeren historischen Übersicht hat der relative Anteil von Muslimen kontinuierlich zugenommen, während der Anteil von Hindus abgenommen hat. Nach der offiziellen Bevölkerungsstatistik 1941, d. h. im letzten Zensusjahr vor der Teilung Indiens, lebten im Gebiet des späteren Bangladesch 70,3 % Muslime und 28,0 % Hindus. Nach der Unabhängigkeit Bangladeschs waren es im Jahr 1974 85,4 Prozent Muslime und 13,5 Prozent Hindus, während diese Zahlen im Jahr 2011 bei 90,4 und 8,5 Prozent lagen. Den höchsten Anteil an Hindus wiesen in allen statistischen Erhebungen seit 1974 die Divisionen Khulna, Rangpur und Sylhet auf (im Jahr 2011 zwischen 12,8 und 14,1 %). Die Buddhisten leben überwiegend in den Chittagong Hill Tracts und bildeten 2011 in der Division Chittagong etwa 3 Prozent der Bevölkerung.
| Zensus | Bevölkerung gesamt (in 1000) | Religionen     | Religionen | Religionen     | Religionen | Religionen     | Religionen | Religionen     | Religionen | Religionen     | Religionen |
| Zensus | Bevölkerung gesamt (in 1000) | Muslime        | Muslime    | Hindus         | Hindus     | Buddhisten     | Buddhisten | Christen       | Christen   | Andere         | Andere     |
| Zensus | Bevölkerung gesamt (in 1000) | Zahl (in 1000) | %          | Zahl (in 1000) | %          | Zahl (in 1000) | %          | Zahl (in 1000) | %          | Zahl (in 1000) | %          |
| ------ | ---------------------------- | -------------- | ---------- | -------------- | ---------- | -------------- | ---------- | -------------- | ---------- | -------------- | ---------- |
| 1974   | 071.478                      | 061.039        | 85,4       | 09.673         | 13,5       | 439            | 0,6        | 216            | 0,3        | 111            | 0,2        |
| 1981   | 087.120                      | 075.487        | 86,7       | 10.570         | 12,1       | 538            | 0,6        | 275            | 0,3        | 250            | 0,3        |
| 1991   | 106.315                      | 093.881        | 88,3       | 11.179         | 10,5       | 623            | 0,6        | 346            | 0,3        | 286            | 0,3        |
| 2001   | 124.355                      | 111.393        | 89,6       | 11.608         | 09,3       | 774            | 0,6        | 389            | 0,3        | 191            | 0,2        |
| 2011   | 144.044                      | 130.205        | 90,4       | 12.300         | 08,5       | 890            | 0,6        | 447            | 0,3        | 202            | 0,2        |

#### Islam

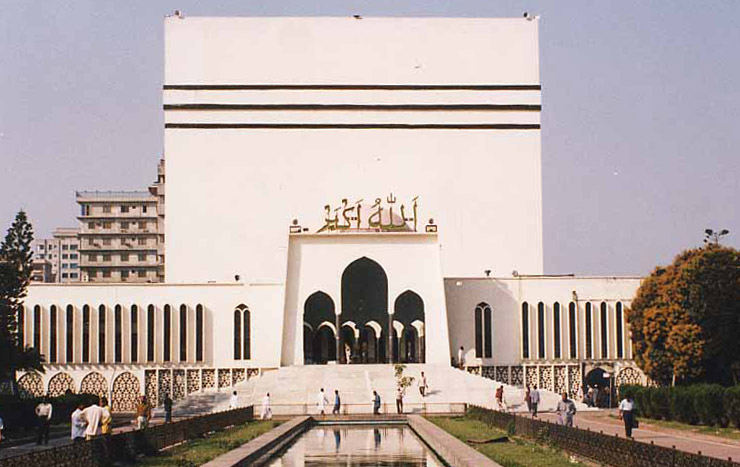
Das Bait ul-Mokarram in Dhaka ist Bangladeschs größte Moschee.

Islam als Staatsreligion versus Säkularismus
Die erste Verfassung Bangladeschs von 1972 verankerte den Säkularismus als eines ihrer Grundprinzipien. Nach der Ermordung von Präsident Mujibur Rahman im Jahr 1975 ersetzte das Militärregime (1975–1977) unter General Ziaur Rahman mit dem per Präsidialdekret erlassenen 5. Verfassungszusatz den Begriff „Säkularismus“ durch die Passage „Absolutes Vertrauen und der Glaube an den Allmächtigen Allah soll die Basis allen Handelns sein“. Am 9. Juni 1988 verabschiedete das bangladeschische Parlament, das ganz unter dem Einfluss des Militärregimes des General Ershad stand, den 8. Verfassungszusatz, in dem der Islam zur Staatsreligion von Bangladesch erklärt wurde. Der Zusatz lautete: „Die Staatsreligion ist der Islam, jedoch können andere Religionen in Frieden und Harmonie ebenfalls in der Republik praktiziert werden.“ Die religiösen Minderheiten im Land und die oppositionelle Awami-Liga protestierten vergeblich gegen diese Abkehr vom Prinzip des Säkularismus. Diese Regelungen blieben nach dem Ende der Militärregierungen 1990 zunächst unangetastet.
Am 29. August 2005 erklärte das Oberste Gericht von Bangladesch die Militärregierungen zwischen dem 15. August 1975 und dem 9. April 1979 für ungesetzlich. Damit wurde auch der durch diese eingebrachte 5. Verfassungszusatz annulliert und die säkulare Verfassung in der Form aus dem Jahr 1972 in diesen Abschnitten wiederhergestellt. Dagegen erhoben Vertreter der beiden damaligen konservativen Regierungsparteien Bangladesh Nationalist Party (BNP) und Jamaat-e-Islami Einspruch und gingen in Revision. Am 3. Februar 2010 bekräftigte die Berufungsabteilung des Obersten Gerichts jedoch die vorangegangene Entscheidung, womit der 5. Verfassungszusatz eliminiert wurde. Das Urteil wurde am 28. Juli 2010 veröffentlicht.
Der 8. Verfassungszusatz (Islam als Staatsreligion) blieb von diesem Urteil unberührt. Kritiker bezeichneten es als einen Widerspruch, wenn sich einerseits der Staat als säkular definiere, andererseits aber der Islam Staatsreligion sein solle, und forderten auch die Aufhebung des 8. Verfassungszusatzes. Im Jahr 2011 forderte sogar das Oberste Gericht die Regierung auf, zu begründen, warum der achte Verfassungszusatz weiterbestehen solle, wenn der fünfte aufgehoben worden sei. Schon im Jahr 1988 hatten 15 prominente Persönlichkeiten Bangladeschs dagegen Verfassungsklage erhoben. Die Klageschrift machte lange Zeit keine Fortschritte, wurde aber dann nach dem Urteil aus dem Jahr 2010 erneut reaktiviert. In einer kurzen Verhandlung vor dem Obersten Gericht am 27. März 2016 wies das Gericht die Klage ab und bekräftigte die weitere Gültigkeit des 8. Verfassungszusatzes.
Rolle des Islam in Gesetzgebung und Gesellschaft, andere Religionen
Unter den Muslimen ist der Sufismus verbreitet, auch die Tablighi Jamaat hat in Bangladesch eine große Anhängerschaft. Seit den 1980er Jahren wächst außerdem der Einfluss islamischer Fundamentalisten.

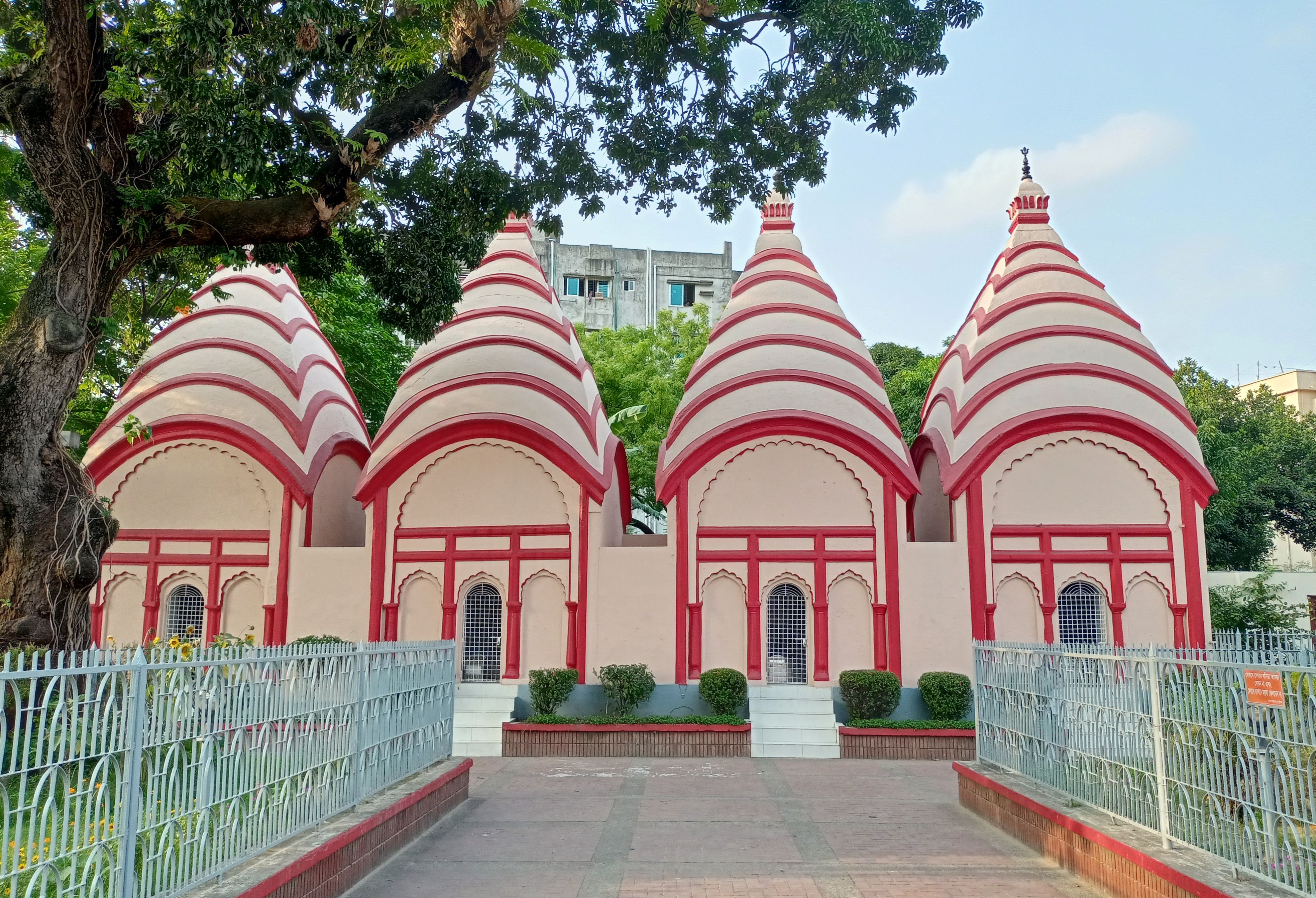
Der Dhakeshwari-Kali-Tempel in Dhaka

Zu Beginn des 20. Jahrhunderts waren 33,9 Prozent der Bevölkerung Hindus. Seitdem ging dieser Anteil stark zurück. Vor der Teilung Indiens 1947 waren noch 28 Prozent der Bevölkerung hinduistischen Glaubens, jedoch flohen dann fast vier Millionen Hindus nach Indien. Im Unabhängigkeitskrieg 1971 ging die pakistanische Armee mitsamt den sie unterstützenden lokalen islamistischen Milizen besonders brutal gegen die religiösen Minderheiten vor, denen kollektiv unterstellt wurde, die Unabhängigkeitsbewegung zu unterstützen. Unter den mindestens 500.000 Toten (Maximalschätzungen bis zu 3 Millionen) des Krieges befanden sich auch viele Hindus.

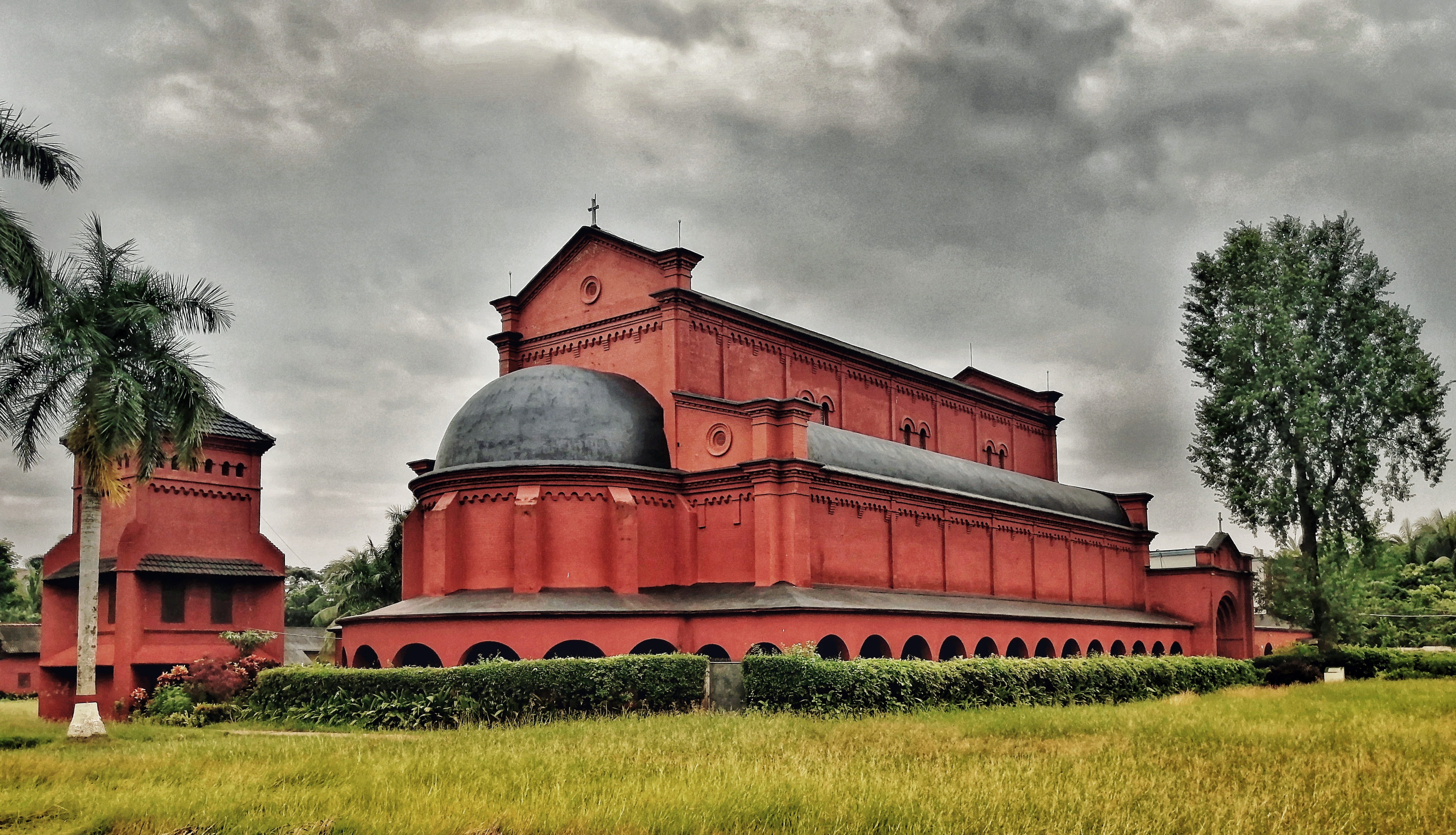
Die Epiphaniaskirche in Barishal

Dem Christentum gehören etwa 0,3 Prozent der Bevölkerung an (meist römisch-katholischen Glaubens). Animismus ist eher selten; sein Anteil wird auf etwa 0,1 Prozent geschätzt.
Obwohl der Islam eine gewisse Rolle in der Gesetzgebung spielt, gibt es in Bangladesch keine formelle Implementierung der Scharia. Islamische Rechtsvorstellungen werden nur auf Muslime angewendet. Das Familienrecht unterscheidet sich zwischen den einzelnen Religionen etwas. Männlichen Muslimen ist es mit dem schriftlichen Einverständnis der ersten Ehefrau erlaubt, bis zu vier Ehefrauen zu nehmen. In der Realität kommt das selten vor, und es gibt einen starken gesellschaftlichen Druck gegen die Vielehe. Hindus ist die Ehescheidung nur unter bestimmten Voraussetzungen erlaubt (ungewollte Kinderlosigkeit, Misshandlungen, Geisteskrankheit). Hindu-Witwen dürfen sich legal wiederverheiraten. Es gibt auch keine gesetzlichen Beschränkungen für Heiraten von Angehörigen verschiedener Religionen. Die gesetzlichen Bestimmungen können allerdings nur dann in Anspruch genommen werden, wenn die Eheschließung amtlich registriert wurde, was keine Pflicht ist. Kritisiert werden die vielen Kinderehen. Über 60 % der Mädchen werden verheiratet, bevor sie das gesetzliche Mindestalter von 18 Jahren erreicht haben. Eine Gesetzesänderung 2017 sieht vor, dass Mädchen sofort nach ihrer Geburt verheiratet werden dürfen.
In der Regierung von Bangladesch sind auch Angehörige religiöser Minderheiten vertreten (2012 waren 5 von 51 Ministern keine Muslime: 2 Buddhisten, 2 Hindus, 1 Christ). Auch in der höheren Verwaltung sind Nichtmuslime vertreten. Allerdings gibt es keine offiziellen Statistiken, die darüber eine Aussage erlauben, inwieweit diese Minderheiten ihrem Anteil an der Bevölkerung gemäß repräsentiert sind.
Der Vested Property Act (Gesetz über rechtmäßigen Landbesitz) aus den 1960er Jahren, der bis 2001 in Kraft war, erlaubte der Regierung, Landbesitz von „Landesfeinden“ (in der Praxis waren das praktisch ausschließlich Hindus) zu enteignen. Typischerweise handelte es sich um Hindus, die nach Indien geflohen waren und deren vermeintlich herrenloses Land staatlicherseits konfisziert wurde. Dadurch kamen über die Jahre 2,6 Millionen acres (10.500 km²) in Regierungsbesitz. Die betroffenen Hindus versuchten auf dem Rechtsweg, ihr Land zurückzugewinnen. Mit der Vested Properties Return (Amendment) Bill (Gesetz über die Rückgabe von rechtmäßigem Landbesitz) im Jahr 2011 wurde die Regierung verpflichtet, Listen über den eingezogenen Landbesitz zu veröffentlichen, anhand derer Ansprüche auf Rückgabe gestellt werden können.
Islamismus
Islamistische politische Parteien haben bei Parlamentswahlen in Bangladesch in der Vergangenheit zeitweilig bis zu 15 % der Stimmen erhalten. Die mit Abstand größte islamistische Partei ist Jamaat-e-Islami (JI), die im Unabhängigkeitskrieg die pakistanische Seite unterstützt hatte und deswegen danach einige Jahre verboten wurde. Seit etwa dem Jahr 2009 sind führende Politiker von JI aufgrund ihrer Beteiligung an Menschenrechtsverbrechen während des Unabhängigkeitskrieges von einem durch die bangladeschische Regierung eingesetzten Sondergericht angeklagt und zum Teil zum Tode und zu langen Haftstrafen verurteilt worden. Dies hat zur Radikalisierung eines Teils der Anhänger geführt. Seit spätestens Ende der 1990er Jahre sind militant-islamistische Gruppen wie Jamaat-ul-Mujahideen Bangladesh aktiv, die Bombenanschläge auf staatliche Einrichtungen verüben. Auch die weltweiten Aktivitäten von al-Qaida und des sogenannten „Islamischen Staates“ haben zu vermehrten islamistischen Aktivitäten in Bangladesch geführt. Umstritten ist, inwieweit es sich dabei um Nachahmertaten handelt und wie weit sich diese beiden Organisationen im Land ausgebreitet haben.
Seit etwa 2013 sind islamistische Mordanschläge auf Säkularisten zu einem zunehmenden Problem geworden, das die Beachtung der Weltöffentlichkeit gefunden hat. Bei den Mordopfern handelte es sich meist um Blogger in sozialen Netzwerken, Journalisten oder Buchautoren, die sich öffentlich zum Atheismus bekannt und diesen propagiert hatten. Die Opfer wurden typischerweise von einer Gruppe von islamischen Extremisten überfallen und in brutaler Weise mit Macheten vor den Augen ihrer Umgebung zu Tode gehackt. Zu den bekanntesten Opfern gehörte Avijit Roy (gest. 26. Februar 2015). Seit etwa 2015 gibt es auch verstärkt Angriffe auf Angehörige religiöser Minderheiten (Hindus, Christen, Buddhisten).

### Bildung
In Bangladesch stieg die mittlere Schulbesuchsdauer von Personen über 25 Jahre von 2,8 Jahren im Jahr 1990 auf 5,2 Jahre im Jahr 2015 an. Das Land hat bei der Grundschulbildung deutliche Erfolge erzielt, die Einschulungsrate liegt bei circa 95 Prozent, auch wenn ein großer Teil die Schule dann ohne Abschluss verlässt. Der Staat ist trotz Schulpflicht nicht in der Lage, eine ausreichende Bildungsinfrastruktur zur Verfügung zu stellen. Es gibt deshalb eine Vielzahl privater und von Nichtregierungsorganisationen betriebener Schulen. Neben meist bengalischsprachigen staatlichen Schulen gibt es vermehrt englischsprachige Privatschulen. Das öffentliche Bildungswesen Bangladeschs folgt dem britischen Modell, das in England 1947 eingeführt wurde. Es besteht eine offizielle fünfjährige Schulpflicht, und der Besuch öffentlicher Schulen ist kostenlos. Allerdings verlassen viele Schüler die Schule ohne Abschluss. Die Zahl der Schüler in der Sekundarstufe sinkt daher, der Anteil der Mädchen ist in den höheren Klassen sehr viel geringer als der der Jungen. Daher wird für Mädchen ab der 6. Klasse ein Teil der monatlichen Kosten vom Staat übernommen. 2015 waren 38,5 % aller Bangladescher über 15 Jahre Analphabeten. Bei den Frauen lag die Quote bei 41,5 %, unter den Männern konnten 35,4 % nicht lesen und schreiben.
Das staatliche Bildungssystem umfasst vier Hauptstufen: Auf die fünfjährige Grundschule folgt die dreijährige Mittelschule von der sechsten bis zur achten Klasse. Danach kommt die zweijährige Ausbildung an einer High School, die mit einer Higher Secondary School, HSC Prüfung abgeschlossen wird. Der erfolgreiche Abschluss der Higher Secondary School berechtigt zum Besuch einer staatlichen Hochschule oder Universität. In Bangladesch gibt es über 105 anerkannte staatliche und private Universitäten. Ein Bachelor-Studium dauert vier Jahre und ein Master-Studium sechs Jahre. Danach besteht auch die Möglichkeit, zu promovieren. Die Universitäten in Bangladesch sind stark politisiert. Studentenunruhen und gewaltsame Auseinandersetzungen zwischen Studenten kommen regelmäßig vor, häufig ferngesteuert von den beiden großen Parteien BNP und Awami-Liga sowie der religiös orientierten Jamaat-e-Islami.
Neben den staatlichen Schulen gibt es Tausende von Madaris oder Koranschulen, die zu einem großen Teil von Saudi-Arabien finanziert werden. Sie bieten in der Regel auch Kindern aus armen Familien, denen der Besuch einer staatlichen Bildungseinrichtung nicht möglich wäre, eine kostenlose Grundbildung. Ihre Lehrinhalte stehen nur teilweise unter staatlicher Kontrolle.

### Gesundheit

Entwicklung der Kindersterblichkeit (Tode pro 1000 Geburten)

Die Gesundheitsausgaben des Landes betrugen im Jahr 2021 2,4 % des Bruttoinlandsprodukts. Im Jahr 2020 praktizierten in Bangladesch 6,7 Ärztinnen und Ärzte je 10.000 Einwohner.
Die Kindersterblichkeit konnte stark gesenkt werden. Die Sterblichkeit bei unter 5-jährigen betrug 2022 28,8 pro 1000 Lebendgeburten. Insgesamt verfügen 84 % der Einwohner über Zugang zu Trinkwasser (Stand: 2014). Jedoch hat nur etwa jeder zweite (54 %) Zugang zu sanitären Einrichtungen (Stand: 2014). Während im Jahre 2000 noch 20,1 % der Bevölkerung unterernährt waren, waren es 2019 noch 10 % der Bevölkerung.
Die Lebenserwartung der Einwohner Bangladeschs ab der Geburt lag 2022 bei 73,7 Jahren (Frauen: 76, Männer: 71,5). Die Lebenserwartung, die im Jahr 2000 noch 66 Jahre betrug, stieg in den letzten beiden Dekaden um 5 % an.
Die HIV-Infektionsrate ist niedrig.

## Geschichte

### Regionalgeschichte bis zur Abspaltung Bangladeschs von Pakistan

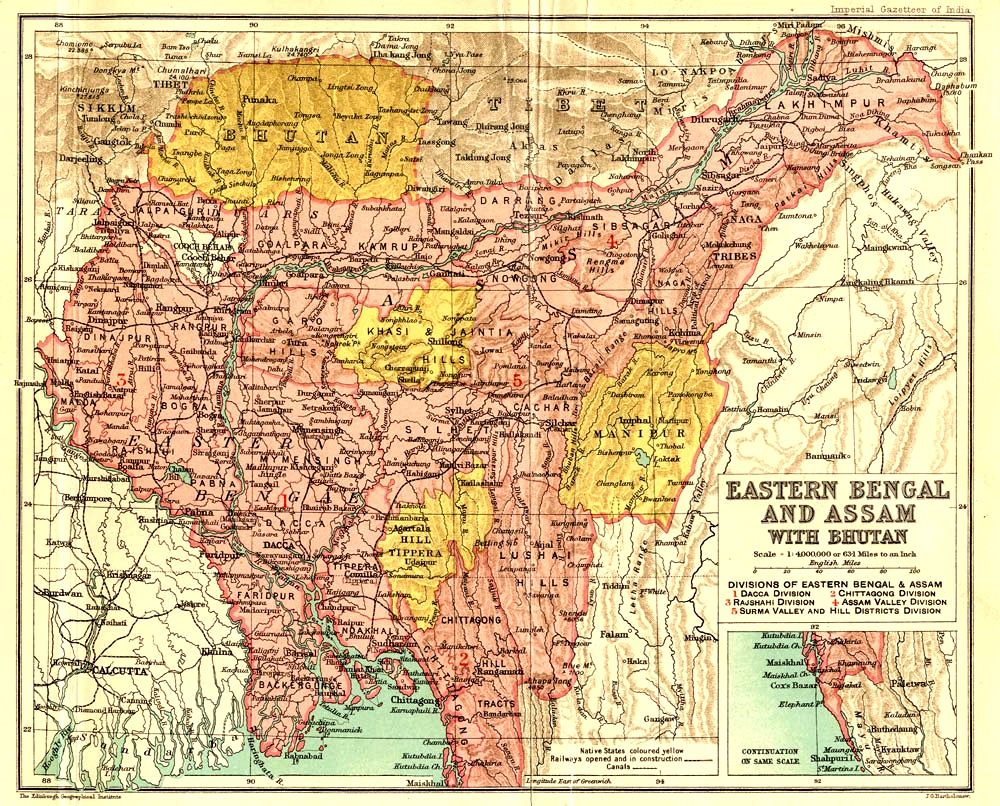
Historische Karte von Ostbengalen und Assam (1907)

Lage West- und Ostpakistans (1971) innerhalb Asiens

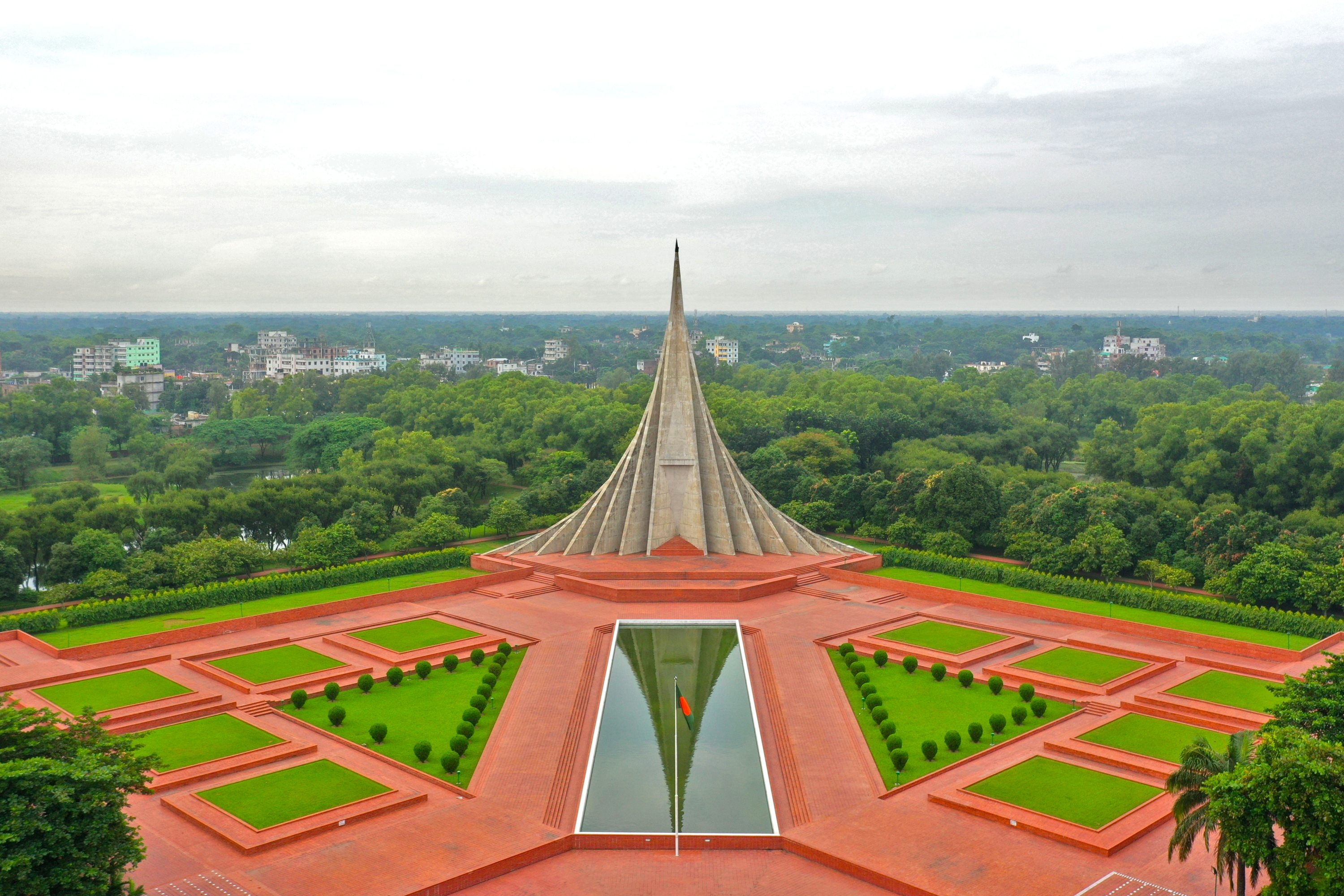
Das Jatiyo Sriti Shoudho (dt. Nationales Märtyrerdenkmal) in Sabhar bei Dhaka erinnert an die Opfer des Unabhängigkeitskampfes.

Bangladesch bildete bis 1947 einen Teil Britisch-Indiens. Nach der Teilung des Landes in einen mehrheitlich hinduistischen, säkularen Staat (Indien) und einen muslimischen Staat (Pakistan) wurde im Zuge der Teilung Bengalens 1947 das überwiegend islamische Ostbengalen Pakistan (als Ostpakistan) zugeschlagen. Der neu entstandene Staat Pakistan bestand damit aus zwei geographisch nicht zusammenhängenden Teilen, Ost- und Westpakistan. Trotz der gemeinsamen islamischen Religion trennten Westpakistan und Ostpakistan sprachliche und kulturelle Verschiedenheiten. Zu einem ersten ernsthaften Konflikt zwischen beiden Landesteilen kam es bei dem Versuch der pakistanischen Staatsführung, Urdu als alleinige Staatssprache einzuführen. Dies führte zur Entstehung der Bengalischen Sprachbewegung, die erreichte, dass ab 1956 auch das Bengalische als zweite Staatssprache neben Urdu eingeführt wurde. Trotzdem war Ostpakistan im gemeinsamen Staatswesen weiterhin benachteiligt. Der fruchtbare Osten erzielte mit seinen Jute- und Reisexporten Überschüsse, die fast ausschließlich dem Westteil zugutekamen, wo sie wiederum vorrangig für das Militär ausgegeben wurden. Insbesondere im pakistanisch-indischen Kaschmirkrieg im Jahr 1965 wurde deutlich, dass einerseits Westpakistan keinerlei Anstrengungen zur militärischen Sicherung Ostpakistans unternahm, andererseits die Kaschmirfrage in Ostpakistan kaum auf Interesse stieß. Die Bengalen waren sowohl im Militär als auch in der Staatsverwaltung stark unterrepräsentiert. Scheich Mujibur Rahman, der charismatische Führer der ostpakistanischen Awami-Liga, forderte deshalb weitgehende Autonomie für Bengalen (Ostpakistan).
Nach dem Rücktritt von Präsident Muhammed Ayub Khan am 25. März 1969 sah sein Nachfolger General Agha Muhammad Yahya Khan keinen anderen Ausweg aus der politischen Krise Pakistans mehr, als die lange hinausgezögerten gesamtstaatlichen Wahlen auszuschreiben (bis dahin hatte es immer nur Wahlen zu den Provinzialvertretungen gegeben). Diese Wahlen 1970 führten zu einem Erdrutschsieg der Awami-Liga in Ostpakistan, die damit auch die Mehrheit der Mandate im gesamtpakistanischen Parlament gewann. Der Wahlsieg der Awami-Liga war durch den verheerenden Zyklon im November 1970 begünstigt worden, auf den die gesamtpakistanische Führung nur unzureichend reagiert hatte. Nach der politischen Logik hätte die Awami-Liga die neue Regierung Gesamtpakistans bilden sollen. Dies stieß in Westpakistan vor allem beim dortigen Wahlsieger Zulfikar Ali Bhutto (Pakistan Peoples Party) und der pakistanischen Armee auf Widerstand. Sie entschlossen sich zu einer blutigen Unterdrückung der separatistischen Bestrebung, die vor allem auf eine Eliminierung der bengalischen Eliten, Massentötungen von Unterstützern der Unabhängigkeitsbewegung und religiösen Minderheiten sowie Massenvergewaltigungen zur Terrorisierung der bengalischen Bevölkerung hinausliefen (Genozid in Bangladesch). Nur einen Tag nach der Machtübernahme der Armee proklamierte Mujibur Rahman die Unabhängigkeit des Landes. Vor dem Terror der pakistanischen Armee und ihrer örtlichen Hilfstruppen, der sich schwerpunktmäßig stark gegen die Hindu-Minderheit richtete, flohen Millionen Menschen ins benachbarte Indien. Schließlich griff Indien im Bangladesch-Krieg militärisch in den Konflikt ein und führte eine Entscheidung zu Gunsten der Separatisten herbei (3. bis 16. Dezember 1971). Am 16. Dezember 1971 erlangte Ostpakistan auch völkerrechtlich die Unabhängigkeit und gab sich den Namen Bangladesch. Nach Eintreffen aus pakistanischer Haft verkündete Rahman am 10. Januar 1972 in Dhaka vor einem Millionenpublikum den Bruch der früher staatlich vereinten Landesteile West- und Ostpakistan. Zwei Tage später stellte er eine Regierung vor, in der er die Funktion des Ministerpräsidenten ausübte.
Nach Darstellung der Regierung von Bangladesch kostete der Unabhängigkeitskrieg bis zu drei Millionen Bangladescher das Leben und mehr als 20 Millionen Flüchtlinge flohen nach Indien. Ab dem Frühjahr 1972 wurde Bangladesch nach und nach von der Mehrheit der Staatengemeinschaft anerkannt; Pakistan erkannte das Land im Februar 1974 an.

### Demokratische Zwischenphase und Militärdiktatur

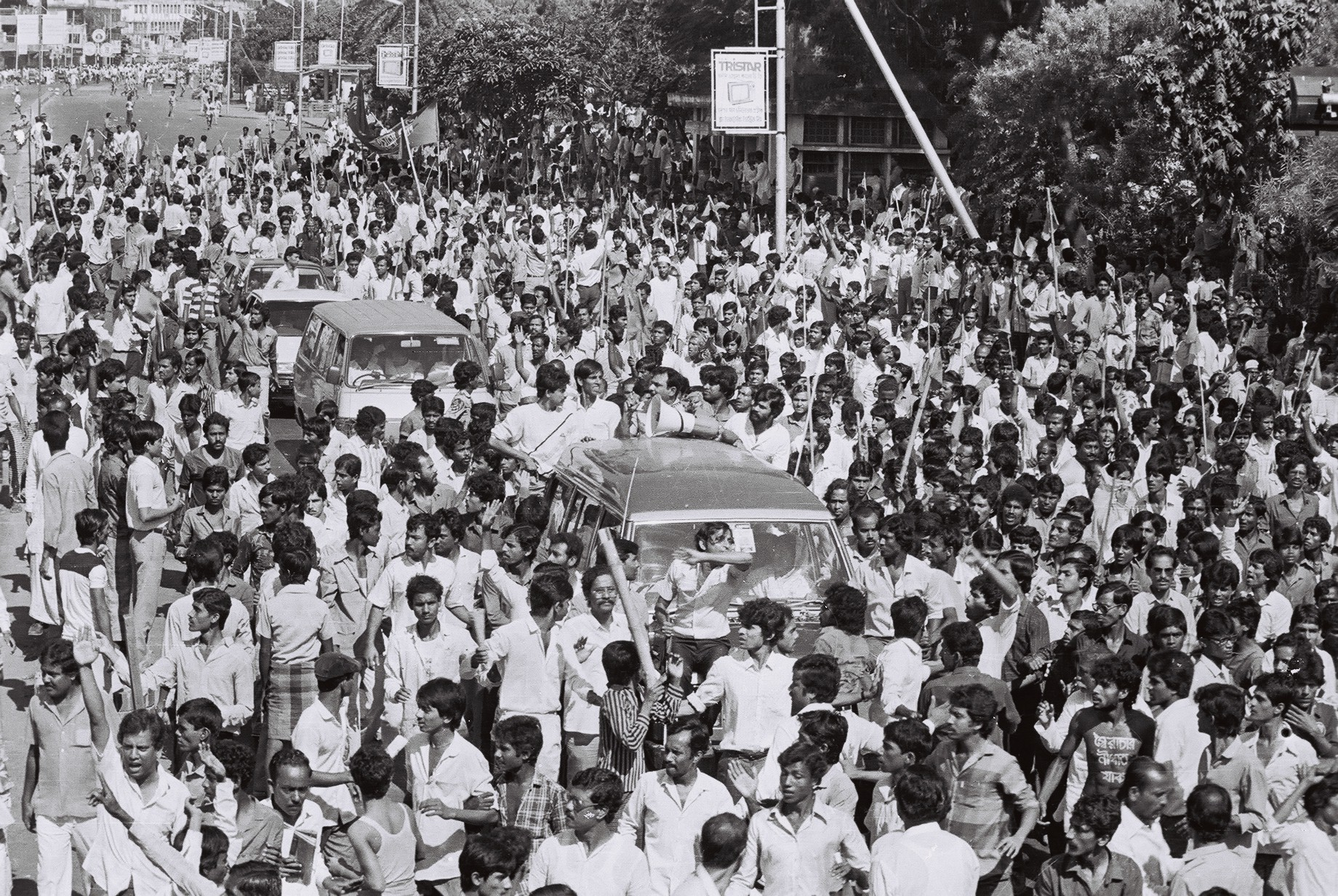
Awami-Liga-Protest gegen Militärdiktator Ershad am 10. November 1987

Nach seiner Unabhängigkeit wurde Bangladesch eine parlamentarische Demokratie mit Mujibur Rahman als Premierminister. 1973 gewann die Awami-Liga die absolute Mehrheit. 1973, 1974 und Anfang 1975 traten landesweit Hungersnöte auf. Mujibur Rahman führte ein Ein-Parteien-Regime ein und benannte die Awami-Liga in Bangladesh Krishak Sramik Awami League (BAKSAL, „Awami-Liga der Arbeiter und Bauern von Bangladesch“) um. Am 15. August 1975 wurden Mujibur Rahman und ein Großteil seiner Familie bei einem Militärputsch umgebracht. In den nächsten drei Monaten folgten eine Reihe von Putschen und Gegenputschen, bis General Ziaur Rahman (auch Zia genannt) an die Macht kam. Er führte wieder ein Mehr-Parteien-System ein und gründete die BNP (Bangladesh Nationalist Party). Zia wurde 1981 von konkurrierenden Militärs umgebracht. 1982 kam General Hossain Mohammad Ershad bei einem unblutigen Staatsstreich an die Macht und gründete 1986 zur Unterstützung seiner Herrschaft eine neue staatstragende Partei, die Jatiya Party. Gegen das Kriegsrecht und gegen die von der Regierung verfolgte Islamisierung der Gesellschaft gab es zahlreiche Protestaktionen und Streiks. Zu sozialen Spannungen kam es auch mit den 500.000 in Bangladesch lebenden Biharis, die überwiegend in Lagern leben mussten. General Ershad versuchte mit der Privatisierung von Staatsbetrieben Anreize für ausländische Investoren zu schaffen und die hohe Arbeitslosigkeit (um die 30 Prozent) zu senken. Ershad regierte bis zu einem Volksaufstand 1990.

### Machtwechsel und Demokratisierung
Nach dem Volksaufstand 1990 kehrte Bangladesch zur parlamentarischen Demokratie zurück. In unregelmäßigen Abständen wechselten sich dabei Regierungen unter Führung der BNP und der Awami-Liga ab. Von 1991 bis 1996 und von 2001 bis 2006 war Khaleda Zia (BNP), die Witwe Zias, Premierministerin und von 1996 bis 2001 war Hasina Wajed (Awami-Liga), eine überlebende Tochter von Mujibur Rahman, Premierministerin. Seit der Wahl 2008 amtierte Hasina Wajed als Premierministerin, bis sie nach wochenlangen Protesten im August 2024 zurücktrat.
Die Anfang 2007 anstehende Parlamentswahl konnte aufgrund massiver Unruhen nicht termingerecht abgehalten werden, so dass maßgeblich auch unter dem Druck des Militärs eine Übergangsregierung unter dem Ökonomen Fakhruddin Ahmed die Amtsgeschäfte übernahm. Diese Übergangsregierung führte verschiedene Reformen durch und versuchte, die grassierende Korruption zu bekämpfen. Mehr als 100 Spitzenpolitiker wurden unter Korruptionsanklage gestellt. Auch Hasina Wajed und Khaleda Zia wurden zeitweilig verhaftet. Die Regierung verfolgte das Ziel, durch Strafandrohung diese beiden Politikerinnen zur Flucht ins Ausland zu veranlassen, und ihnen dann die Rückkehr nach Bangladesch zu verweigern. Die beiden blieben jedoch im Land, und der Plan der Übergangsregierung, sich auf diese Weise der beiden führenden vermeintlich korrupten Spitzenpolitikerinnen zu entledigen, schlug fehl. Auch die meisten anderen Korruptionsanklagen verliefen ergebnislos im Sande. Auf dem Feld der Wirtschaftspolitik und der Reform staatlicher Institutionen (z. B. der zentralen Wahlkommission) agierte die Übergangsregierung dagegen relativ erfolgreich. Obwohl die Notstandsregierung in der Bevölkerung gewisse Popularität erlangen konnte, formierten sich im August 2007 Studentenproteste, die bald auf das ganze Land übergriffen. Ende August sah sich die Regierung daher gezwungen, eine Ausgangssperre zu verhängen. Neuwahlen wurden für Anfang 2008 ausgeschrieben.

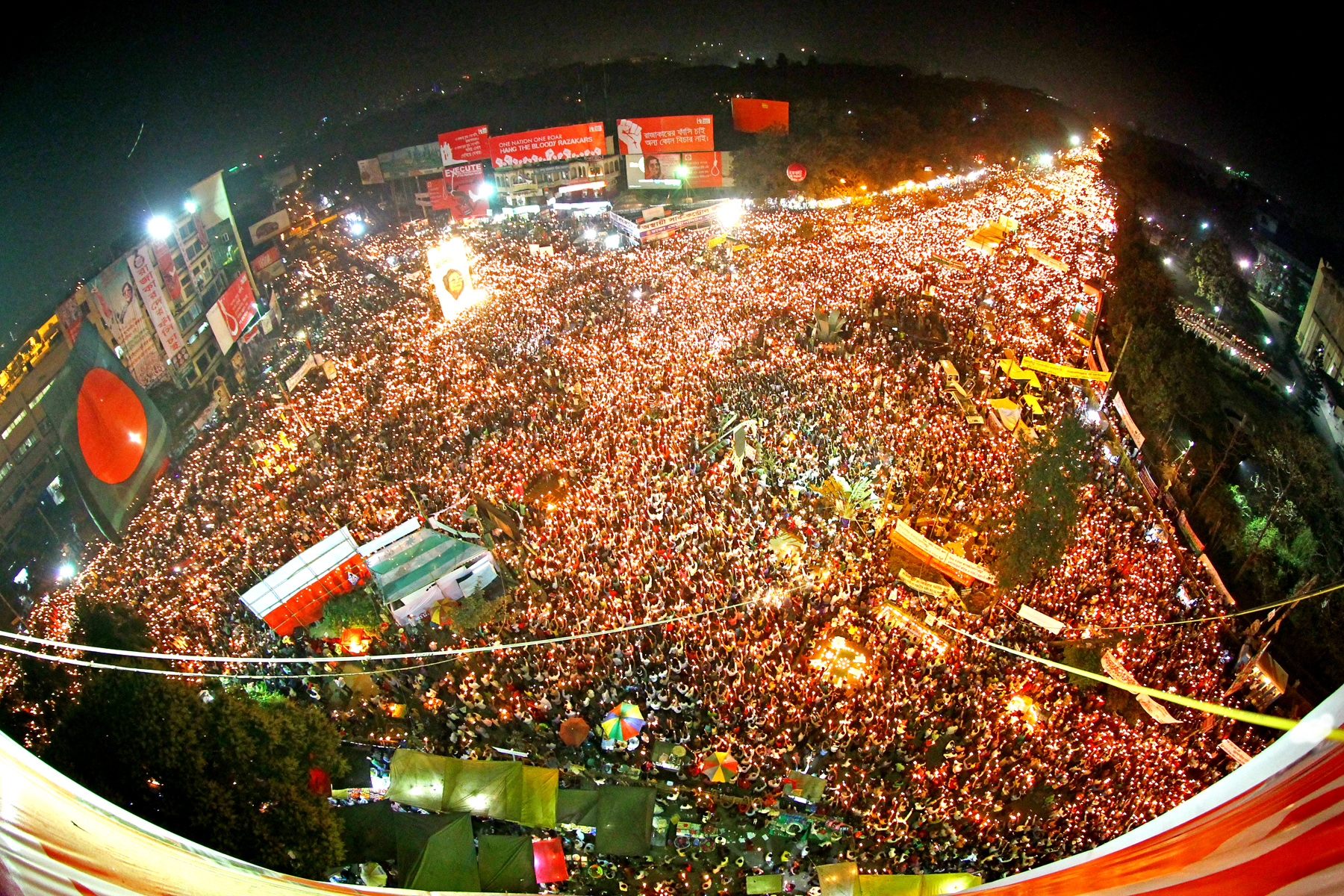
Shahbag-Protest im Jahr 2013 um Einspruch gegen Gerichtsurteile für Verbrechen gegen die Menschheit im Unabhängigkeitskrieg 1971 zu erheben

Die Wahl 2008 wurde von der Awami-Liga unter Hasina Wajed deutlich gewonnen. Sie verfügte danach über mehr als drei Viertel der Sitze im Parlament. Die Wahl 2014 wurde von den meisten oppositionellen Parteien boykottiert und die Awami-Liga konnte ihren Wahlsieg wiederholen. Allerdings lag die Wahlbeteiligung aufgrund des Wahlboykotts der Opposition nur bei geschätzten 30 %. Die beiden großen politischen Lager (die regierende Awami-Liga auf der einen Seite und die Bangladesh Nationalist Party (BNP)) stehen sich seitdem unversöhnlich gegenüber. Die BNP forderte baldige Neuwahlen und rief zu regelmäßigen Streikaktionen auf, um diese zu erzwingen, was von der Awami-Regierung abgelehnt wurde. Das innenpolitische Klima wurde zudem durch die öffentlichkeitswirksamen Prozesse vor allem gegen die Führer der islamistischen Jamaat-e-Islami aufgrund von Kriegsverbrechen im Bangladesch-Krieg 1971 aufgeheizt. Im Rahmen der Prozesse wurden mehrere Todesurteile vollstreckt. Ein Gericht in Dhaka verhängte am 11. Oktober 2018 die Todesstrafe für 19 Personen wegen eines Handgranatenanschlags auf die spätere Premierministerin Hasina Wajed bei einer Parteikundgebung der Awami-Liga am 21. August 2004. Unter den Verurteilten befanden sich führende Oppositionspolitiker. Zudem wurde der im britischen Exil lebende Tarique Rahman, Sohn der früheren Premierministerin und Oppositionsführerin Khaleda Zia, zusammen mit weiteren 18 anderen Oppositionellen, zu einer lebenslangen Freiheitsstrafe verurteilt. Seit 2013 gab es immer wieder islamistisch motivierte Morde an Säkularisten oder Bloggern mit säkularer Weltanschauung, die weltweite Beachtung fanden. Unter der Awami-Liga-Regierung seit 2008 kam es zu einer deutlichen Verbesserung und einer Intensivierung der gegenseitigen Beziehungen zum benachbarten Indien, was unter anderem in dem am 7. Mai 2015 endgültig ratifizierten Indisch-bangladeschischen Grenzvertrag resultierte.
Die Parlamentswahl 2018 konnte nach dem Urteil ausländischer Beobachter nicht mehr als wirklich frei und demokratisch bezeichnet werden, da sie ganz und gar unter der Dominanz der Awami-Regierung von Premierministerin Wajed stand. Die führende Oppositionspolitikerin und BNP-Vorsitzende Khaleda Zia war 2018 wegen Korruption zu einer Haftstrafe verurteilt worden, erhielt aber später gegen Kaution Haftverschonung. Sie war damit weitgehend politisch kaltgestellt. Bei der Wahl gewann die Awami-Liga über 90 % der Parlamentsmandate.

### Proteste und erneuter Machtwechsel
Am 7. Juli 2024 begann eine landesweite Protestwelle mit einer sogenannten Bangla-Blockade, einer national organisierten Verkehrsblockade, durch Studenten, bei denen es zu zahlreichen Todesopfern kam. Auslöser war eine geplante Quotenregelung, der zufolge knapp ein Drittel der staatlichen Stellen für sogenannte „Kriegshelden“ und deren Angehörige freigehalten worden wäre, also vor allem für Menschen aus dem Umfeld der Regierungspartei. Obgleich das höchste Gericht von Bangladesch am 21. Juli Teile der umstrittenen Quotenregelung kippte, gingen die gewaltsamen Demonstrationen weiter und weiteten sich zu allgemeinen Protesten gegen die autoritär regierende Ministerpräsidentin Hasina Wajed aus. Gefordert wurden ein Rücktritt der Regierung und demokratische Wahlen. Bis Anfang August belief sich die Zahl der Toten auf über 300, die meisten davon durch Schüsse der Polizei, mehr als 10.000 Menschen wurden festgenommen. Wajed bezeichnete die Aktivisten als „Terroristen“. Am 5. August trat Hasina im Zuge der neuen Protestwelle zurück und verließ das Land. Am 8. August 2024 wurde Muhammad Yunus als Premierminister der Übergangsregierung vereidigt.

## Politik

### Politisches System

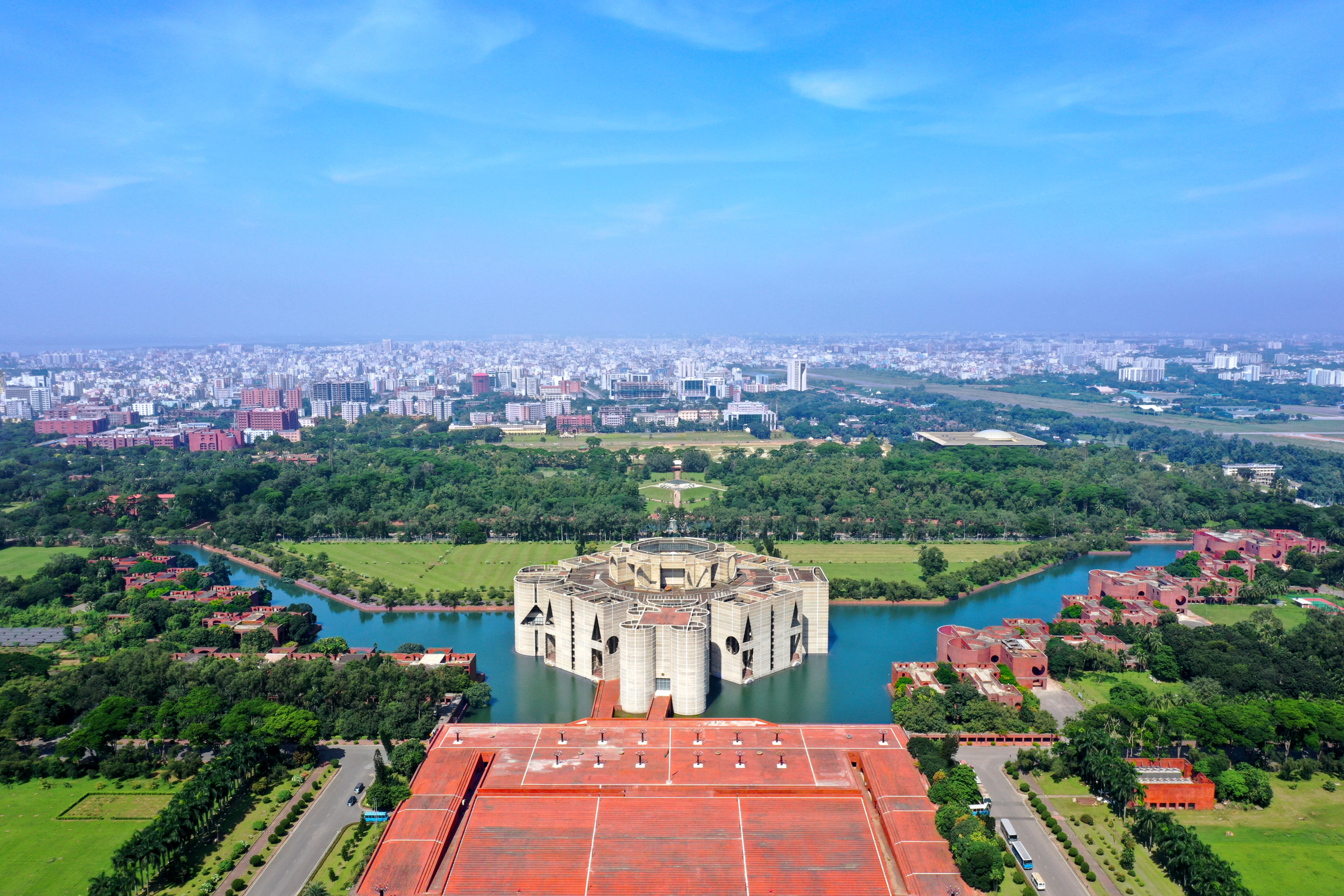
Luftbild des Nationalparlaments von Bangladesch, Jatiya Sangsad Bhaban

Nach der Verfassung von 1972 (geändert 2004) ist Bangladesch eine Republik mit einem Einkammerparlament. Das Parlament Bangladeschs wird Jatiyo Sangshad (deutsch: „Nationalversammlung“) genannt und hat 350 Abgeordnete, von denen 300 direkt in Einzelpersonen-Wahlkreisen in einfacher Mehrheitswahl gewählt werden. Die 50 zusätzlichen Sitze sind für Frauen reserviert, die in indirekter Wahl durch die 300 Abgeordneten entsprechend den Sitzanteilen der Parteien hinzugewählt werden. Die Legislaturperiode dauert fünf Jahre. Das allgemeine Wahlrecht gilt ab 18 Jahren.
Die Geschichte des Frauenwahlrechts verlief in Etappen. 1937 trat der Government of India Act in Kraft, der 1935 verabschiedet worden war, und das Stimmrecht für alphabetisierte Frauen enthielt, die ein Einkommen hatten und Steuern zahlten. Als Pakistan 1947 ein unabhängiges Herrschaftsgebiet geworden war, wurde dieses Recht bestätigt und auch auf Bangladesch, damals Ostpakistan, angewendet. 1956, als Bangladesch noch Teil von Pakistan war, erhielten Frauen das allgemeine Wahlrecht. 1971 wurde Bangladesch als Folge der Abtrennung von Ostpakistan von Pakistan unabhängig. Am 4. November 1972 wurde eine neue Verfassung beschlossen und im Dezember 1972 in Kraft gesetzt, die ein allgemeines Wahlrecht für alle Bürgerinnen und Bürger ab 18 Jahren garantierte.
Regierungschef des Landes ist der Premierminister, der vom Parlament gewählt wird. Der Präsident übernimmt als Staatsoberhaupt zeremonielle Aufgaben. Er wird ebenfalls vom Parlament auf fünf Jahre gewählt. Es ist eine einmalige Wiederwahl möglich.

### Politische Indizes
| Name des Index                     | Indexwert    | Weltweiter Rang | Interpretationshilfe | Jahr |
| ---------------------------------- | ------------ | --------------- | --- | ---- |
| Fragile States Index               | 85,9 von 120 | 37 von 179      | Stabilität des Landes: große Warnung 0 = sehr nachhaltig / 120 = sehr alarmierend Rang: 1 = fragilstes Land / 179 = stabilstes Land | 2024 |
| Demokratieindex                    | 4,44 von 10  | 100 von 167     | Hybridregime 0 = autoritäres Regime / 10 = vollständige Demokratie                                                                  | 2024 |
| Freedom in the World Index         | 45 von 100   | —               | Freiheitsstatus: teilweise frei 0 = unfrei / 100 = frei                                                                             | 2024 |
| Rangliste der Pressefreiheit       | 33,7 von 100 | 149 von 180     | Sehr ernste Lage für die Pressefreiheit 100 = gute Lage / 0 = sehr ernste Lage                                                      | 2025 |
| Korruptionswahrnehmungsindex (CPI) | 23 von 100   | 151 von 181     | 0 = sehr korrupt / 100 = sehr sauber                                                                                                | 2024 |

### Parlamentswahlen
Zu den konkreten Wahlergebnissen siehe den Abschnitt zur neueren Geschichte
Die 300 direkt gewählten Abgeordneten des Parlaments (Jatiya Sangsad) werden in ebensovielen Wahlkreisen nach dem einfachen Mehrheitswahlrecht nach britischem Muster gewählt. Dies führt auf der einen Seite zu eindeutigen Mehrheitsverhältnissen bei Wahlen, auf der anderen Seite können aber schon geringe Stimmenverschiebungen zu massiven Änderungen der Sitzverteilung führen. Beispielsweise gewann die Bangladesh Nationalist Party (BNP) bei der Parlamentswahl 2001 nur wenig mehr Stimmen als die Awami-Liga (40,97 % gegenüber 40,13 %), erlangte damit aber fast zwei Drittel der Parlamentsmandate. Bei den bisherigen Parlamentswahlen führte das Wahlsystem häufig zu Supermajoritäten im Parlament, die die jeweils regierende Partei in die Lage versetzten, auch die Verfassung ändern zu können, was den Machtmissbrauch zumindest erleichterte.
Traditionell gibt es bei Wahlen nur wenige weibliche Kandidaten. Um den Frauenanteil im Parlament zu erhöhen, wurde die Regelung einführt, dass das gewählte Parlament zusätzliche weibliche Abgeordnete hinzuwählen konnte. Die Zahl dieser hinzugewählten weiblichen Abgeordneten betrug anfänglich 15, dann von 1979 bis 1987, sowie 1990 bis 2000 30, ab 2005 45 und ab 2018 dann 50. Die Sollstärke des Parlaments beträgt damit derzeit 350 Abgeordnete.

### Politische Parteien
Seit der Wiedereinführung der Demokratie 1990 besteht in Bangladesch praktisch ein Zweiparteiensystem. Das geltende relative Mehrheitswahlrecht nach britischem Vorbild begünstigt sehr stark größere Parteien. Auf der einen Seite steht die Bangladesh Nationalist Party, eine moderat islamische, konservative Partei, die von Khaleda Zia, der Witwe des Militärmachthabers Ziaur Rahman (Präsident 1977–1981 und Parteigründer) geführt wird. Ihr steht die Awami-Liga gegenüber, die sich als sozialistisch-säkulare Partei versteht und deren Vorsitzende Scheich Hasina Wajed, eine Tochter des 1975 im Militärputsch ermordeten ersten Ministerpräsidenten und Parteigründers Mujibur Rahman, ist. Kleinere Parteien sind die Jatiya Party sowie die islamistische Bangladesh Jamaat-e-Islami. Der Jamaat wurde allerdings im Jahr 2013 die Zulassung als politische Partei bei Parlamentswahlen entzogen. Daneben gibt es noch eine Reihe von kleinen linkssozialistischen, kommunistischen und islamistischen bzw. islamischen Parteigruppierungen.
Die Politik ist wesentlich von persönlichen Animositäten zwischen den beiden Parteiführerinnen Khaleda Zia und Hasina Wajed geprägt. Während der Regierungszeiten der jeweils anderen Partei übten sie sich häufig in Fundamentalopposition, beschuldigten die jeweils andere Partei des Wahlbetrugs und der Korruption und verweigerten sich einer konstruktiven Zusammenarbeit. Häufig kam es im Rahmen dieser Opposition zu Straßenunruhen, -blockaden und Generalstreiks, die das Land destabilisierten.

### Außenpolitik

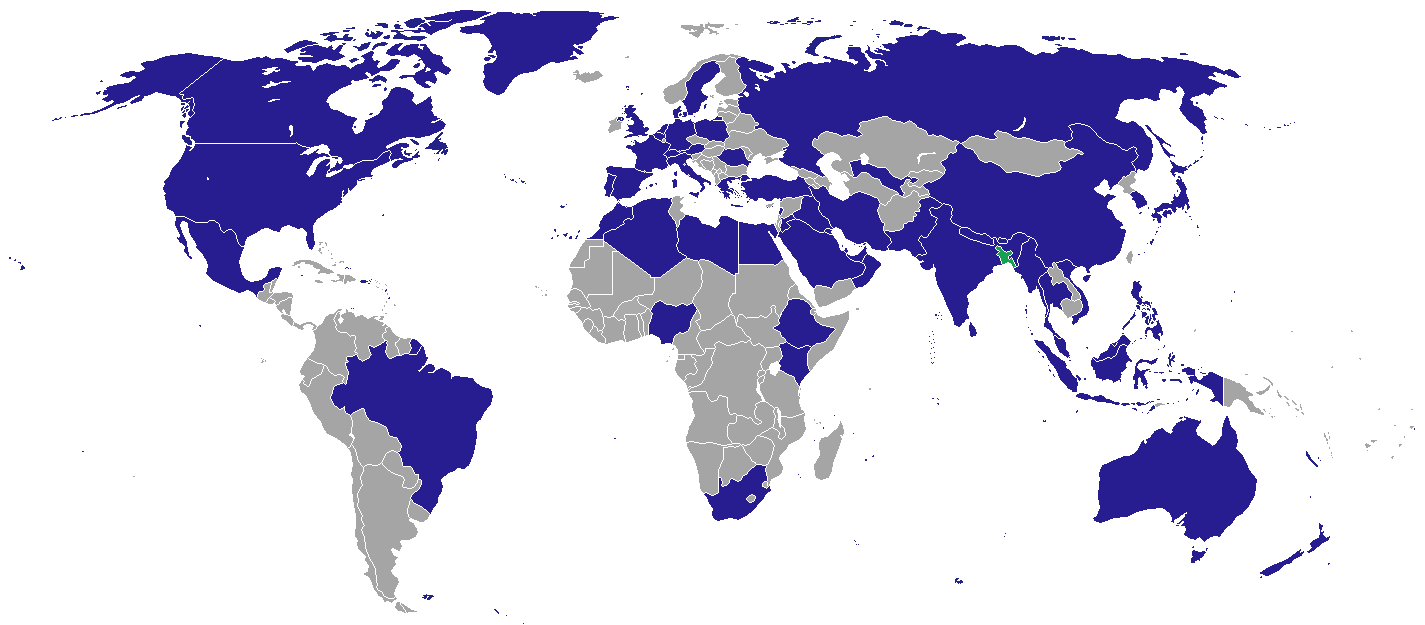
Standorte der diplomatischen Vertretungen von Bangladesch

Bangladesch betreibt eine auf Ausgleich bedachte Außenpolitik. Der geographischen Lage, der Bedeutung ausländischer Entwicklungshilfe und den wirtschaftspolitischen Interessen des Landes entsprechend, verfolgt Bangladesch eine konstruktive Zusammenarbeit im regionalen Rahmen, innerhalb der islamischen Staatenwelt sowie mit westlichen Staaten. Da sich viele der drängenden Probleme des Landes (Wasserhaushalt, Energieversorgung, Zugang zu maritimen Ressourcen) nur mit den unmittelbaren und regionalen Nachbarn lösen lassen, spielen die Beziehungen zu Indien und zu Myanmar eine herausgehobene Rolle.
Indien hat für das Entstehen des unabhängigen Bangladesch eine wichtige Rolle gespielt. Dennoch sind die Beziehungen nicht ohne Probleme. Indien umschließt Bangladesch geographisch fast völlig und hat entscheidenden Einfluss auf wichtige Faktoren, die das künftige Schicksal Bangladeschs bestimmen. So kontrolliert Indien die Oberläufe aller wichtigen Flüsse, die Bangladesch durchfließen. Die Ausbeutung der in der Bucht von Bengalen vermuteten Gasvorkommen ist auch von einer Einigung mit Indien über den Grenzverlauf abhängig. Eine Reihe weiterer schwieriger Fragen wie Transitrechte, illegaler Grenzübertritt und Migration, Wasserverteilung, Maßnahmen gegen den Terrorismus und Schmuggel werden in regelmäßigen Regierungsgesprächen erörtert. Seit dem Ende der Kolonialzeit gestalteten rund 200 Enklaven die Grenzlinie höchst komplex. Indien baute ab 1993 ein 3200 Kilometer langes Bauwerk zur Befestigung der Haupt-Grenzlinie. Ab 2011 nahmen Bangladesch und Indien ein weiteres Mal Verhandlungen zum Austausch von Enklaven auf. Am 7. Mai 2015 wurde ein Grenzvertrag unterzeichnet, demzufolge Bangladesch 111 indische Enklaven erhielt und Indien im Gegenzug 52 bangladeschische auf seinem Gebiet. Damit wurde eine geregelte Grenze hergestellt. 53.000 Bewohner der betroffenen Gebiete konnten entscheiden, welchem der zwei Staaten sie angehören wollten.
Die Beziehungen zu China sind gut und vor allem durch das Engagement der chinesischen Regierung und chinesischer Unternehmen beim Ausbau der Infrastruktur in Bangladesch gekennzeichnet. China ist der nach Indien zweitgrößte Handelspartner und der wichtigste Lieferant von Militärgütern.
Ein besonderes Verhältnis besteht zu den arabischen Golfstaaten, in denen mehr als die Hälfte der über 7 Millionen bangladeschischen Gastarbeiter tätig sind. Deren Überweisungen sind nach den Exporterlösen der Textilbranche die wichtigste Devisenquelle für Bangladesch.
Bangladesch ist zudem Gründungsmitglied der SAARC (Südasiatische Vereinigung für regionale Kooperation).
Ebenfalls enge Bindungen bestehen zu Großbritannien und den USA, allein schon wegen der großen Zahl der dort lebenden Bangladescher (500.000 bzw. 150.000 Migranten).

### Menschenrechte

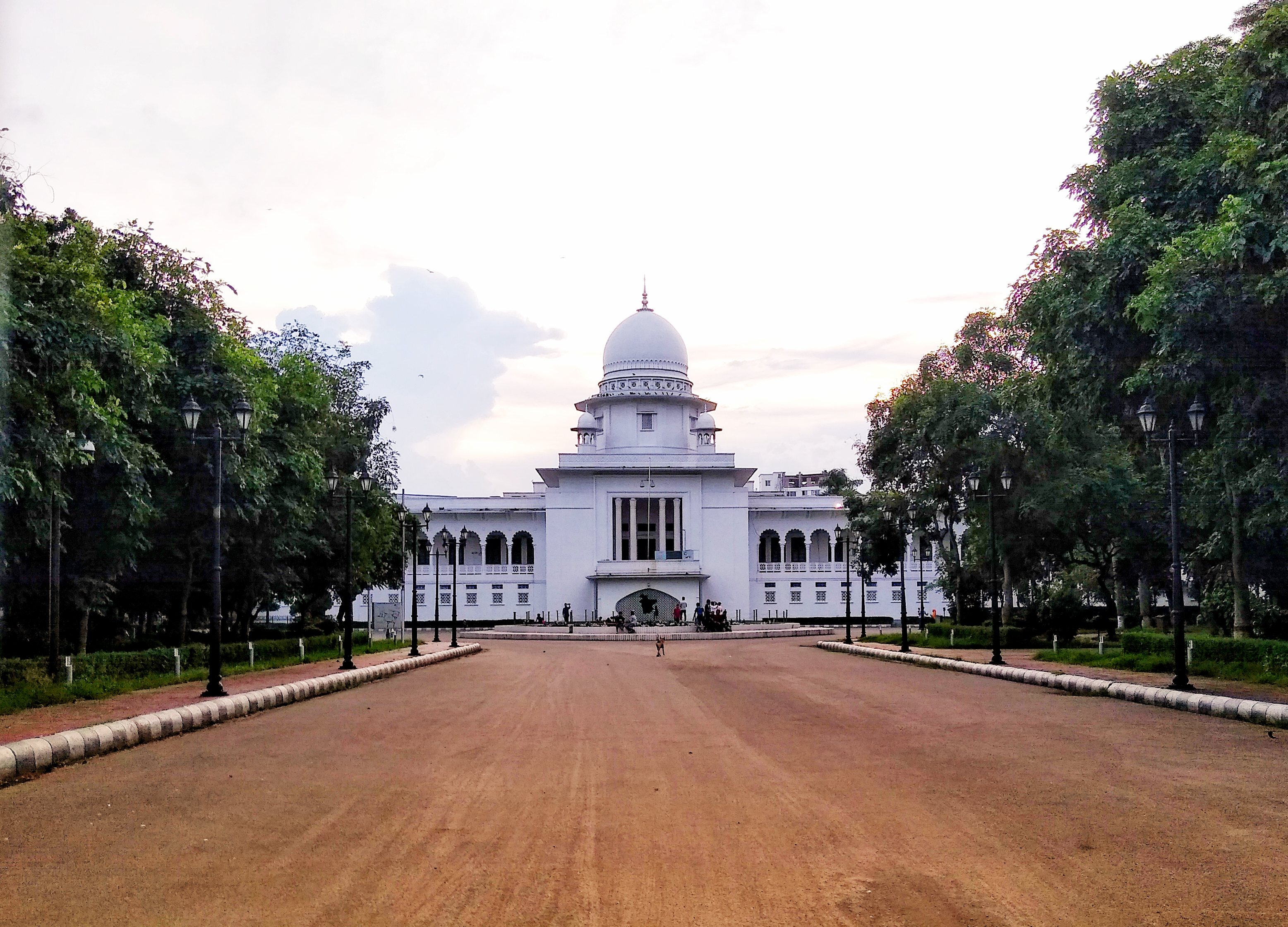
Supreme Court of Bangladesh ist das oberste rechtsprechende Staatsorgan von Bangladesch

Bangladesch hat die weltweit höchste Heiratsrate von Mädchen unter 15 Jahren. Einer UNICEF-Studie zufolge werden 29 Prozent von ihnen mit weniger als 15 Jahren verheiratet, 2 Prozent sogar mit weniger als 11 Jahren. Kinderheiraten bedeuten für das Leben der Mädchen Abbruch weiterführender Schulbildung, Vernachlässigung und häusliche Gewalt durch Ehepartner und Schwiegereltern sowie gravierende gesundheitliche Schäden bis hin zum Tod durch zu frühe Schwangerschaften. Laut Human Rights Watch habe die Regierung von Bangladesch trotz anderslautender Versprechen keine ausreichenden Maßnahmen getroffen, um Kinderheiraten zu verhindern.
Von der Menschenrechtsorganisation Freedom House wurde Bangladesch 2017 als „partiell freie“ Gesellschaft beurteilt. In Bezug auf die Pressefreiheit erhielt das Land die Bewertung „nicht frei“. Auf der Punkteskala von Freedom House von Null (am schlechtesten) bis Hundert (am besten) erhielt Bangladesch einen Wert von 47 und lag damit zwar vor Pakistan (43) und dem benachbarten Myanmar (32), aber deutlich hinter Indien (77). Ein Hauptkritikpunkt ist die immer wieder aufflammende Intoleranz gegenüber religiösen und ethnischen Minderheiten. Zu den ersteren zählen vor allem die Hindus, aber auch Christen und Buddhisten.
Als besorgniserregend gilt die hohe Zahl an Entführungen aus wahrscheinlich politischen Motiven, in die laut Menschenrechtsorganisationen staatliche Organe involviert zu sein scheinen. Am 24. Februar 2017 rief eine Expertengruppe der Vereinten Nationen die bangladeschische Regierung auf, Maßnahmen zu ergreifen, um das Verschwindenlassen politisch missliebiger Personen zu unterbinden und das Schicksal der Verschwundenen aufzuklären. Die Zahl der verschwundenen Personen sei von wenigen isolierten Fällen vor einigen Jahren auf über 40 Fälle im Februar 2017 angestiegen. Von den Entführungen waren besonders Personen betroffen, die mit der Opposition in Verbindung standen. Prominente entführte Personen waren Hummam Quader Chowdhury (entführt 3. August 2016, wieder aufgetaucht 2. März 2017), der Sohn des BNP-Politikers Salahuddin Quader Chowdhury, Mir Ahmed Bin Quasem (entführt am 9. August 2016), Rechtsanwalt und Sohn des wegen Kriegsverbrechen hingerichteten Jamaat-Politikers Mir Quasem Ali und der Brigadegeneral Abdullahil Amaan Al Azmi (entführt 22. August 2016), der Sohn des ebenfalls zum Tode verurteilten, aber zuvor verstorbenen Jamaat-Politikers Ghulam Azam. Familienangehörige der Entführten vermuteten, dass in Zivilkleidung agierende Spezialeinheiten der bangladeschischen Polizei für die Entführungen verantwortlich waren. Der erwähnte Hummam Quader Chowdhury erklärte nach seinem Wiederauftauchen, sich an gar keine Umstände seiner Entführung mehr erinnern zu können. Auch westliche Medien und Menschenrechtsorganisationen wie Amnesty International griffen das Thema wiederholt auf und riefen die bangladeschische Regierung zur Einhaltung und Durchsetzung rechtsstaatlicher Prinzipien auf.
2018 kam es im Zusammenhang mit Schüler- und Studentenprotesten zu gewaltsamen Übergriffen auf Journalisten und zu einer partiellen Internetdrosselung. Im Jahr 2024 eskalierten Studentenproteste erneut.
Laut einer Studie des Internationalen Gewerkschaftsbundes aus dem 2020 gehört Bangladesch unter den 144 untersuchten Staaten zu den zehn, in denen Arbeitnehmerrechte am schwersten verletzt werden. Die Regierung sabotierte in der Vergangenheit mehrfach die Arbeit von Gewerkschaften. Im Jahr 2020 wurde auch eine internationale Spendenaktion zur Unterstützung der Beschäftigten in der Textilindustrie behindert.
Religionsfreiheit

Distrikte mit Ausschreitungen gegen Hindus im Jahr 2013

Formell ist die Religionsfreiheit durch die Verfassung garantiert (zum Widerspruch zwischen Säkularismus und Islam als Staatsreligion siehe oben). De facto gibt es aber religiöse Intoleranz. Religiöse Verfolgung geschieht vor allem auf Grund von islamischer Unterdrückung. Bei scheinbar religiös motivierten Gewaltausbrüchen spielen häufig auch wirtschaftliche Motive und interethnische Konflikte eine Rolle. Religiöse Minderheiten sind durch unregelmäßige, vor allem bei politischen Veranstaltungen (Wahlen) aufflammende Gewaltausbrüche bedroht.
Das Pew Research Center bewertete 2016 die Einschränkung der Religionsfreiheit durch die Regierung als „hoch“. Die Einschränkungen durch gesellschaftlichen Druck wurden als „sehr hoch“ bewertet. Ein Bericht von Minority Rights Group International kam 2016 zu dem Ergebnis, dass die Regierung mehr tun müsse, um die religiösen Minderheiten zu schützen.
Von Gemeindevorstehern, die mit islamischen Führern zusammenarbeiten, werden außergerichtliche Fatwas gegen Frauen oder andere Minderheiten durchgeführt, obwohl diese gesetzlich verboten sind. Im Strafgesetzbuch gibt es ein Gesetz, das „absichtlich bösartige“ Aussagen zur Religion unter Strafe stellt. Die Auslegung dieser unscharfen Bestimmung unterliegt den Gerichten. In Schulbüchern wurden vermeintlich „unislamische“ Aussagen entfernt.
Auf dem Weltverfolgungsindex von Open Doors gehört Bangladesch schon lange Zeit zu den 50 Ländern mit der stärksten Christenverfolgung. Besonders stark von religiöser Intoleranz sind Konvertiten aus dem Islam betroffen. Der Druck geht dabei besonders von den Familien, Nachbarn und religiösen Führern aus. Konvertiten droht bei Entdeckung oft die Scheidung und Enterbung oder sie und ggf. ihre Familien werden isoliert und zum Teil zur Flucht gezwungen. Militante Gruppen bedrohen sie mit dem Tod.

### Streitkräfte und Verteidigung

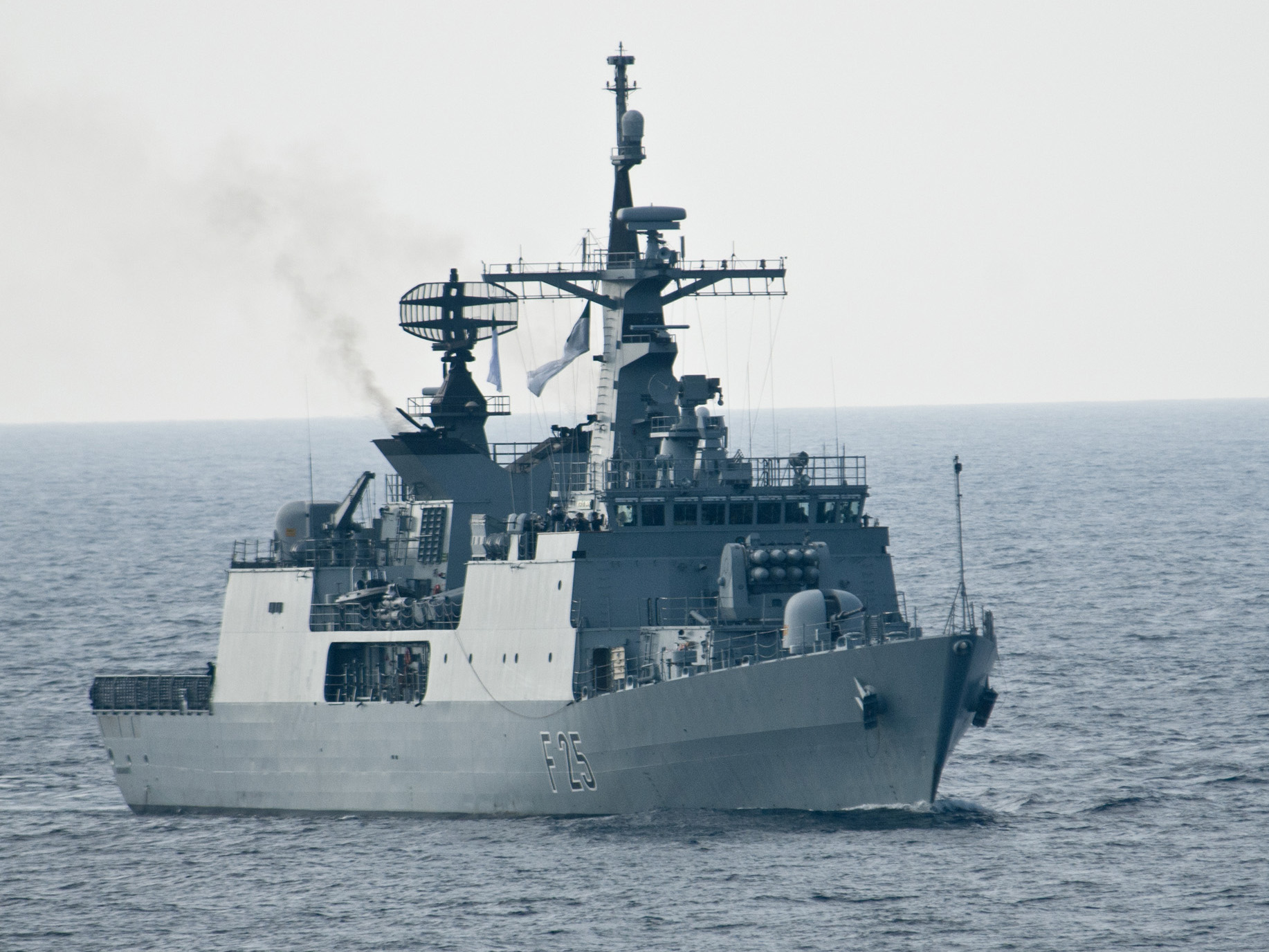
Die Bangabandhu (F-25), eine Fregatte der Marine von Bangladesch (2012)

Im Jahresbudget 2019/2020 sind Militärausgaben von 3,87 Milliarden US-Dollar ausgewiesen, was einem Anteil von 8,3 Prozent des Gesamtbudgets entspricht.
Die Streitkräfte Bangladeschs umfassen rund 450.000 Soldaten. Im August 2015 waren 9432 Angehörige der bangladeschischen Streit- und Polizeikräfte im Einsatz als Friedenstruppen der Vereinten Nationen (davon 8135 Soldaten, 74 Militärberater und 1223 Polizisten), damit rangierte Bangladesch an erster Stelle.

UN-Missionen, an denen bangladeschische Militär- oder Polizeikräfte beteiligt waren bzw. sind

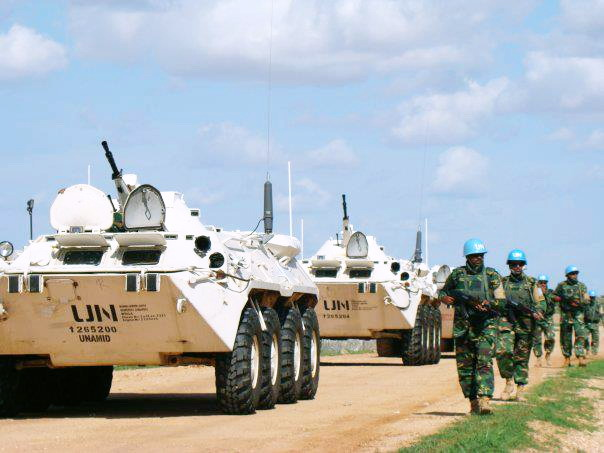
Bangladeschische „Blauhelme“ im Einsatz

Die eingesetzten Soldaten gelten weitgehend als diszipliniert und zuverlässig, mehrmals wurde militärisches Führungspersonal aus Bangladesch zu Kommandeuren von Friedensmissionen ernannt. Bangladesch bezieht jährlich 200 Millionen US-Dollar an Rekompensation für diese Einsätze (Stand 2006), dies stellt eine wichtige Einkommensquelle für das Land und die Streitkräfte dar. Weiterhin gilt das daraus entstehende Interesse der Streitkräfte Bangladeschs an einer guten Beziehung zur UN als ein innenpolitisch wichtiger stabilisierender Faktor.
| UN-Mission                             | Soldaten | Militärbeobachter | Polizisten |
| -------------------------------------- | -------- | ----------------- | ---------- |
| MINURSO (Westsahara)                   | 20       | 7                 | —          |
| MINUSCA (Zentralafrik. Republik)       | 929      | 11                | —          |
| MINUSMA (Mali)                         | 1442     | 3                 | 139        |
| MINUSTAH (Haiti)                       | 112      | –                 | 308        |
| MONUSCO (Demokratische Republik Kongo) | 1712     | 17                | 180        |
| UNAMID (Darfur, Sudan)                 | 372      | 8                 | 314        |
| UNIFIL (Libanon)                       | 286      | –                 | —          |
| UNMIL (Liberia)                        | 259      | 6                 | 3          |
| UNMISS (Südsudan)                      | 484      | 6                 | 23         |
| UNOCI (Elfenbeinküste)                 | 235      | 13                | 150        |

## Wirtschaft

Wirtschaftswachstum Bangladeschs (vor 1971 Ostpakistan) in Prozent des Bruttoinlandprodukts nach Daten der Weltbank. Die schweren Einbrüche 1971 und 1972 waren Folgen des Zyklons in Ostpakistan 1970 und des Unabhängigkeitskrieges. Der Einbruch ab 2020 war Folge der COVID-19-Pandemie.

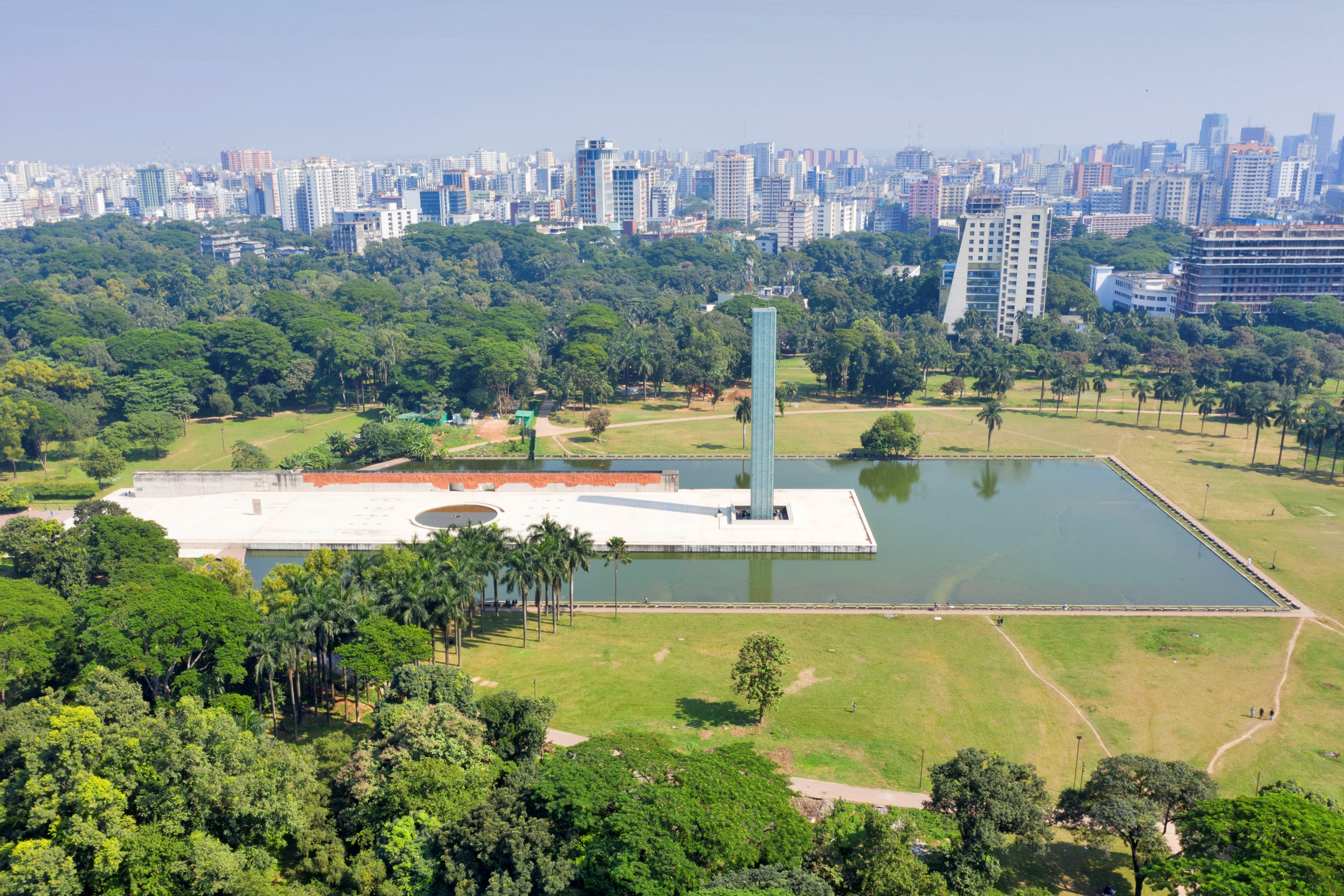
Das Unabhängigkeitsdenkmal im Stadtpark Dhaka Zentrum, wo der Bangladesch-Krieg am 16. Dezember 1971 mit der Kapitulation der pakistanischen Einheiten endete, dahinter das Geschäftsviertel Ramna

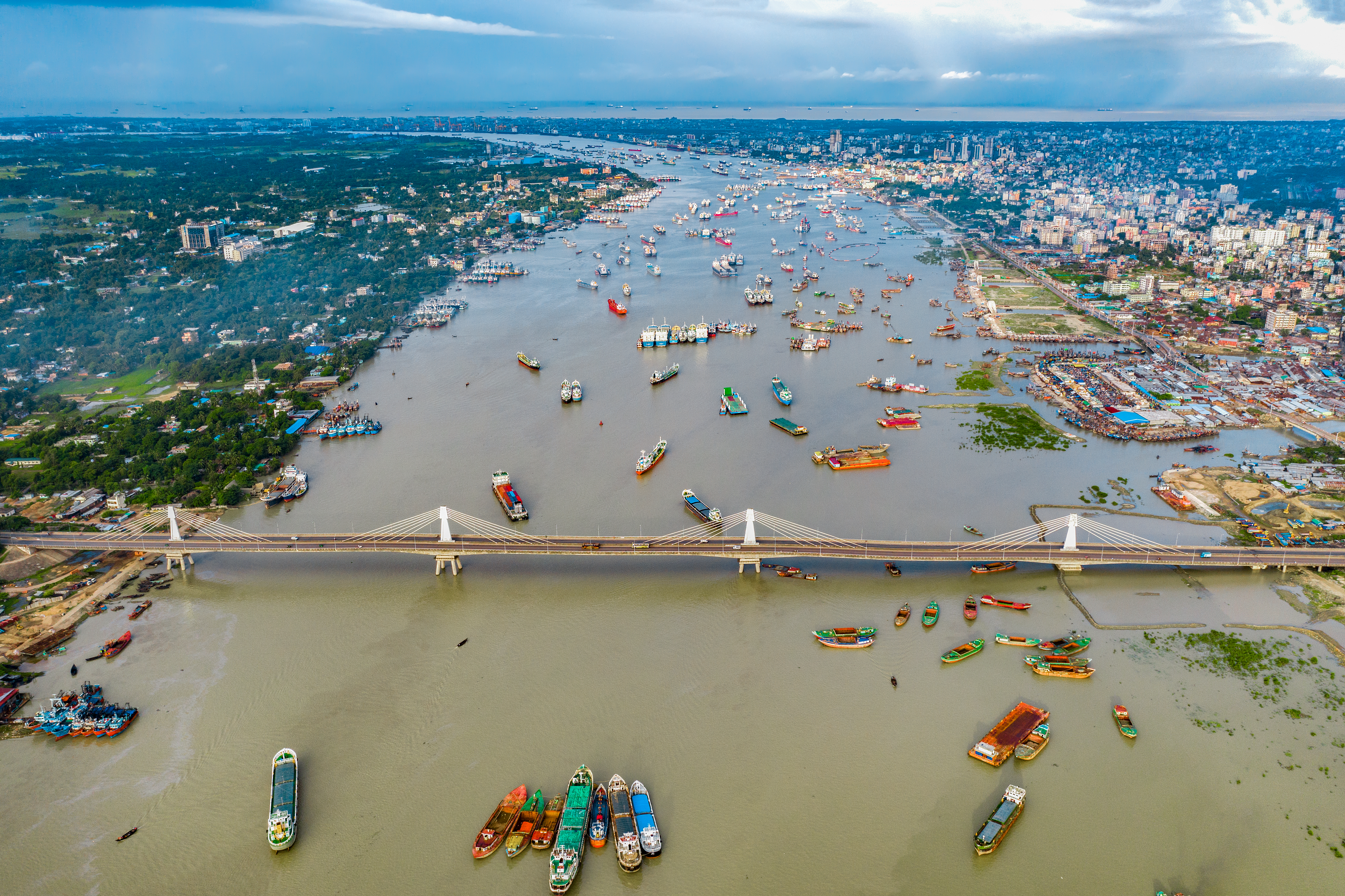
Die Hafenstadt Chittagong. Der Hafen von Chittagong ist der größte von Bangladesch und einer der größten in ganz Südasien.

Bangladeschs Wirtschaft ist, wie in vielen anderen Entwicklungsländern, in den letzten Jahren auf solidem Wachstumskurs. In der Dekade 2005–2014 bewegte sich das Wirtschaftswachstum bei durchschnittlich etwa 5,6 % jährlich. Die noch höheren Wachstumsraten von über 7 Prozent in den Jahren 2016 und 2017 entsprachen schon dem Wirtschaftswachstum des benachbarten Indien. 2011 proklamierte die bangladeschische Regierung das Ziel, das Land bis zum Jahr 2021 in ein Land mit mittlerem Einkommen (Middle Income Country) zu transformieren. Dafür visierte die Regierung Wirtschaftswachstumsraten von 7 bis 8 % in den Jahren 2012 bis 2015 an. Dieses Ziel wurde nicht ganz erreicht, und die Rate bewegte sich zwischen 6 und 7 %. Ab 2015 wurde Bangladesch durch die Weltbank nicht mehr als „Land mit geringem Einkommen“ (low income country), sondern als „Land mit mittlerem Einkommen im unteren Bereich“ (lower middle income country) klassifiziert. Als wesentliche Wachstumshemmnisse werden mangelnde politische Stabilität (vor allem in der Vergangenheit), die ungenügende Infrastruktur in jeder Hinsicht (Straßen, Schienenverkehr, Hafenanlagen, Elektrizität, Internet) sowie eine ineffiziente Bürokratie angesehen. Zu letzterem zählt auch die weit verbreitete Korruption und Vetternwirtschaft in Politik und Administration. In die Bildung müsste nach Ansicht von Wirtschaftsexperten auch deutlich mehr als bisher investiert werden. Stärken sind die junge Bevölkerung, der aufgrund der niedrigen Löhne wettbewerbsfähige Textilsektor und eine im Entstehen begriffene IT-Industrie. Einen wichtigen Beitrag liefern die Überweisungen der über 7 Millionen Bangladescher im Ausland. Nach offiziellen Angaben lebten im Jahr 2017 alleine in Saudi-Arabien 550.000 Bangladescher (die tatsächlichen Zahlen lagen möglicherweise höher). Im Jahr 2016/2017 wurden 12,8 Milliarden US$ Überweisungen von Auslands-Bangladeschern nach Bangladesch registriert. Den Großteil davon machten Überweisungen aus den arabischen Golfstaaten aus.
Nach wie vor ist die Bedeutung der Landwirtschaft sehr groß; 42,7 % aller Erwerbstätigen arbeiten im Agrarbereich. Dessen Beitrag zum BIP beläuft sich nur auf 14,8 %, während die Industrie 28,8 % und der Dienstleistungssektor 56,5 % erwirtschaften.
Die Hauptprodukte der Landwirtschaft sind Reis und Jute. Das Land ist der viertgrößte Reisproduzent (Stand: 2016). Von wachsender Bedeutung sind Weizen, Mais und Gemüse. Weitere Produkte sind Zuckerrohr, Holz und Tee. Jute war ein bedeutendes Exportprodukt, doch sie wird als Verpackungsmaterial zunehmend von Kunststoffen verdrängt.
An eigenen fossilen Energieträgern besitzt Bangladesch Erdgas und Kohle, die hauptsächlich im Nordosten des Landes für den Eigenbedarf gefördert werden.
Die Industrie in Bangladesch erzeugt Textilien, Jute und Juteprodukte, Leder, Lederprodukte und Keramik. Das Land wurde zum zweitgrößten Textilproduzenten der Welt (siehe Textilindustrie in Bangladesch). Außerdem gibt es ein Stahlwerk, Werften und Chemieunternehmen sowie Pharmaunternehmen.
Die Abwrackwerften bei Chittagong sind in der Schiffsverschrottung tätig.
Die international operierende Fluggesellschaft Biman Bangladesh Airlines gehört zu 100 % dem Staat.
Das Land führt zwei Wertpapierbörsen mit den Namen Dhaka Stock Exchange und Chittagong Stock Exchange.

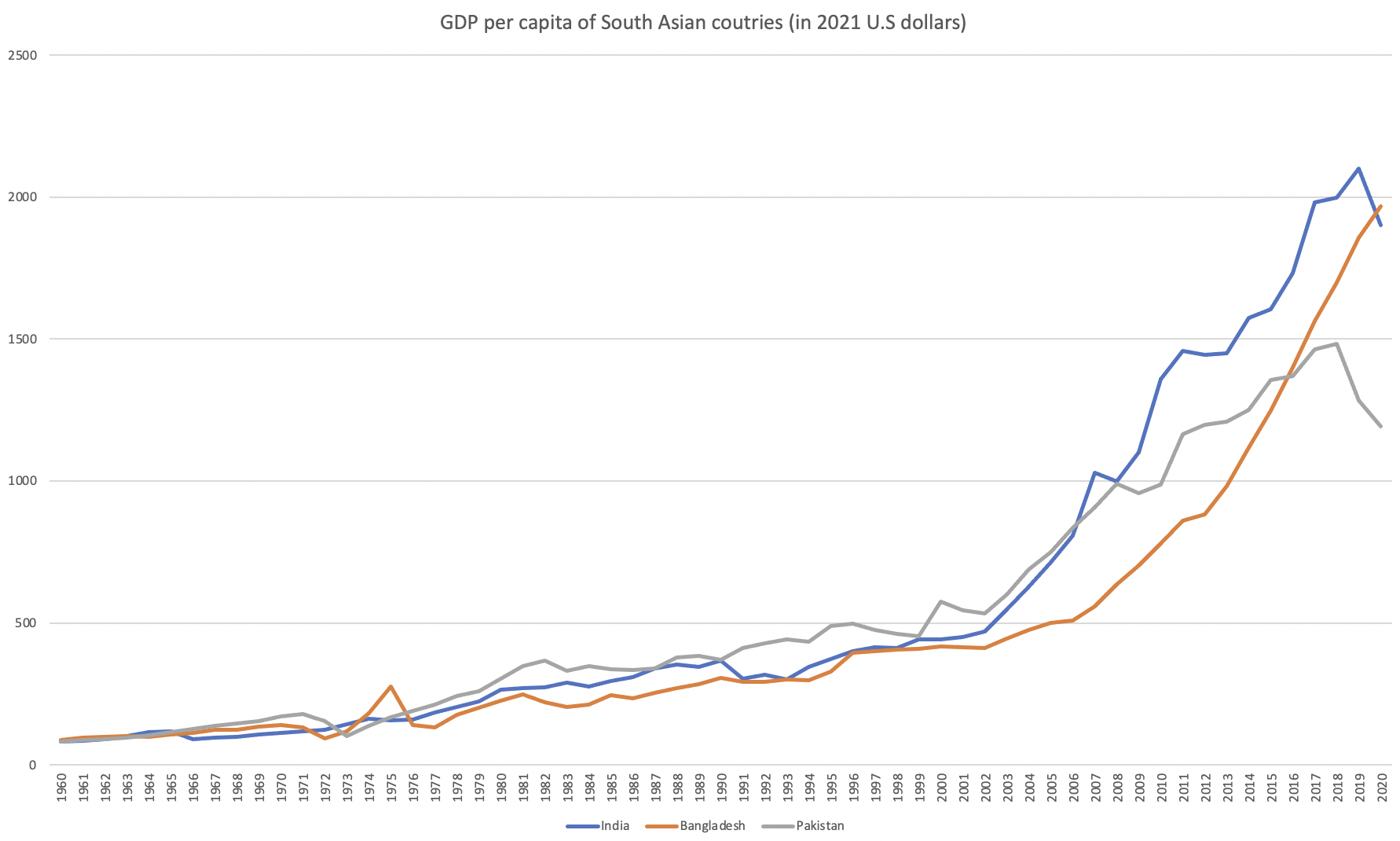
Entwicklung des realen Bruttoinlandsprodukts pro Person in Bangladesh, Indien und Pakistan

Mit einem BIP pro Kopf von etwa 1.900 US-Dollar im Jahr 2019 gehört Bangladesch zu den armen Ländern. Ab 2015 wurde das Land durch die Weltbank nicht mehr als „Land mit geringem Einkommen“ (low income country), sondern als „Land mit mittlerem Einkommen im unteren Bereich“ (lower middle income country) klassifiziert.
Ein großes Problem des Staates ist die Korruption.
Im Global Competitiveness Index, der die Wettbewerbsfähigkeit eines Landes misst, belegte Bangladesch Platz 99 von 137 Ländern (Stand 2017–2018). Der Index für wirtschaftliche Freiheit 2024 des Landes war der 116 höchste von 176 Ländern.
| Jahr                                    | 2010  | 2015  | 2016  | 2017  | 2018  | 2019  | 2020  | 2021  | 2022  | 2023  |
| --------------------------------------- | ----- | ----- | ----- | ----- | ----- | ----- | ----- | ----- | ----- | ----- |
| BIP in Mrd. USD (Kaufkraftparität)      | 457,6 | 675,0 | 729,9 | 791,9 | 897,8 | 997,3 | 1.104 | 1.248 | 1.431 | 1.569 |
| BIP pro Kopf in USD (Kaufkraftparität)  | 3.100 | 4.320 | 4.620 | 4.960 | 5.564 | 6.116 | 6.705 | 7.486 | 8.494 | 9.212 |
| BIP-Wachstum (real)                     | 5,6 % | 6,6 % | 7,1 % | 6,6 % | 7,3 % | 7,9 % | 3,4 % | 6,9 % | 7,1 % | 5,8 % |
| Inflation (in Prozent)                  | 7,3 % | 6,4 % | 5,9 % | 5,4 % | 5,8 % | 5,5 % | 5,6 % | 5,6 % | 6,2 % | 9,0 % |
| Staatsverschuldung (in Prozent des BIP) | 30 %  | 28 %  | 28 %  | 28 %  | 30 %  | 32 %  | 35 %  | 36 %  | 38 %  | 39 %  |

### Einkommensstruktur und Arbeitsmarkt
Das durchschnittliche Nettogehalt in Bangladesch betrug 2020 300,07 Euro pro Monat. Der Durchschnittsbedarf einer vierköpfigen Familie wurde zur gleichen Zeit auf mindestens 116 Euro geschätzt.
Laut Zahlen der Weltbank sank die Armut in Bangladesch von 2000 bis 2018 von 48,9 % auf 24,3 % der Bevölkerung, extreme Armut sank von 33,7 % auf 12,9 Prozent.
Die Arbeitslosenquote wird 2017 mit nur ca. 4 % angegeben, allerdings sind die große Mehrheit der Beschäftigungsverhältnisse informeller Natur und Unterbeschäftigung ist weit verbreitet. Schätzungen gehen von einer Unterbeschäftigungsquote von bis zu 40 % aus. 2016 arbeiteten 42,7 % aller Arbeitskräfte in der Landwirtschaft, 36,9 % im Dienstleistungssektor und 20,5 % in der Industrie. Die Gesamtzahl der Beschäftigten wird für 2017 auf 66,7 Millionen geschätzt, davon 29,1 % Frauen. Mehrere Millionen Arbeitskräfte sind ausgewandert. Geringer Qualifizierte wandern vor allem in die Golfstaaten aus und höher Qualifizierte in die Vereinigten Staaten, das Vereinigte Königreich, Kanada und Australien. Insgesamt überweisen diese im Ausland lebenden Bangladescher etwa 12 Milliarden US-Dollar jährlich nach Bangladesch.
In Bangladesch galt 2023 ein Mindestlohn von 8.000 Taka im Monat, was etwa 68 Euro entspricht.

### Außenhandel

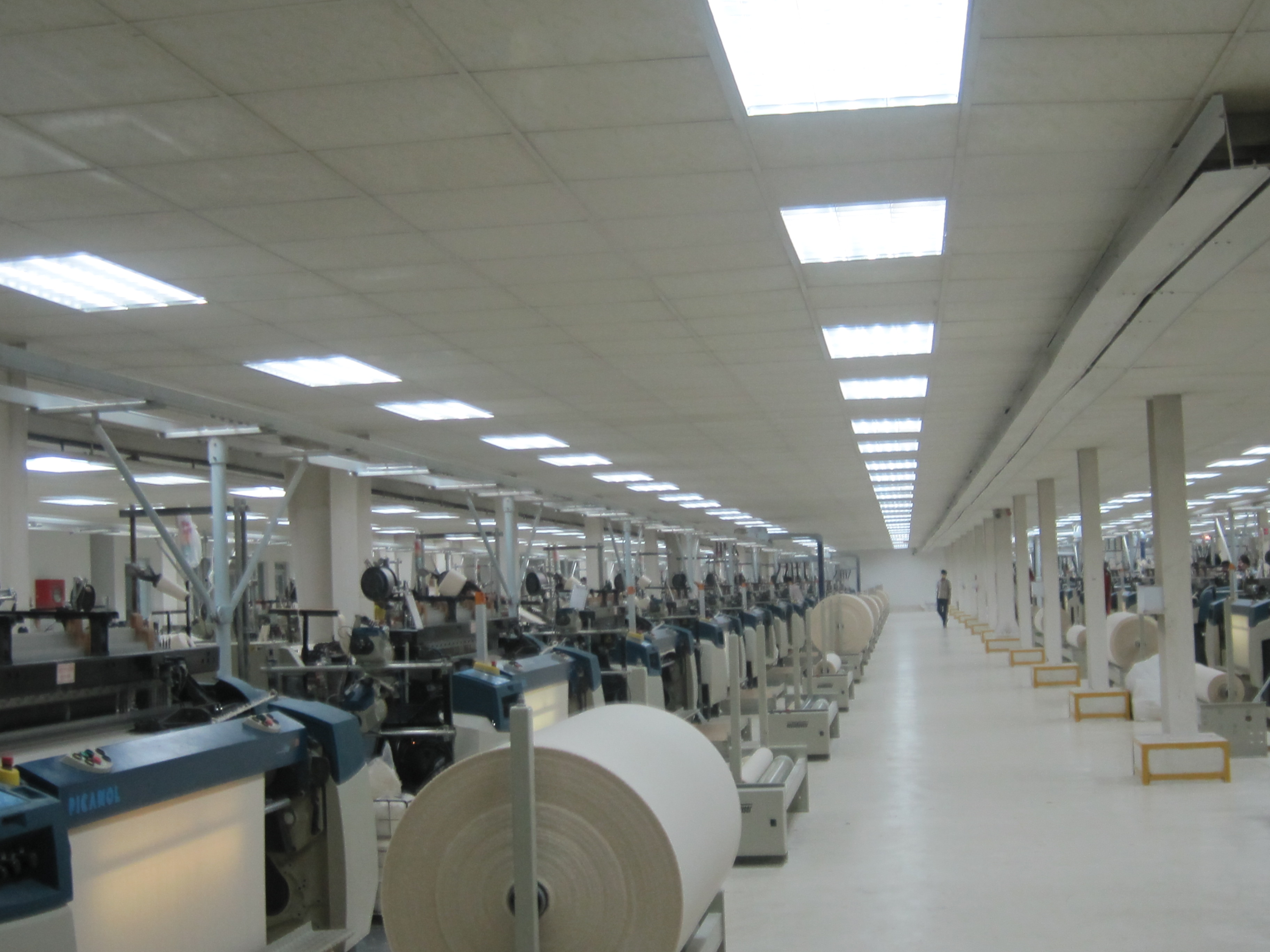
Textilfabrik in Dhaka

Im Jahr 2016/17 exportierte Bangladesch Waren im Wert von 38,50 Mrd. US$ (3,0 Billionen Taka, 1 US$ ≈ 78 Taka). Davon machten Textilartikel 87,0 % aus (2,6 Billionen Taka). Der quantitativ nächstwichtigste Posten waren Lederwaren, Hüte und ähnliche Accessoires mit 2,85 %. Die Textilprodukte werden hauptsächlich im Auftrag von ausländischen Unternehmen (hauptsächlich aus Deutschland und den Vereinigten Staaten) produziert. Importiert wurden im selben Zeitraum Waren im Wert von 60,4 Mrd. US$ (4,7 Billionen Taka), davon 22,3 % Textilartikel, 16,0 % Maschinen, 13,6 % Mineralölprodukte, 7,2 % Metalle und Metallwaren, 7,0 % Gemüse, 6,9 % Fahrzeuge, 6,8 % chemische Produkte, 5,9 % Fette und Öle, 4,9 % Plastikartikel u. a. m.
Die Europäische Union ist der wichtigste Wirtschaftspartner Bangladeschs, noch vor Indien, China und den USA. Mehr als drei Viertel aller Exportgüter Bangladeschs werden vom europäischen und nordamerikanischen Markt aufgenommen. Bangladesch kommt in den Genuss der Initiative Everything But Arms (EBA) der Europäischen Union, die den am wenigsten entwickelten Ländern (LDCs) ungehinderten Zugang zum Markt der Europäischen Union gewährt. Davon profitiert insbesondere der Textilsektor: circa 60 % der Textilexporte gehen in die EU.

### Staatshaushalt
Der Staatshaushalt umfasste 2016 Ausgaben von umgerechnet 35,3 Mrd. US-Dollar; dem standen Einnahmen von umgerechnet 23,7 Mrd. US-Dollar gegenüber. Daraus ergibt sich ein Haushaltsdefizit in Höhe von 5,0 % des BIP. Die Staatsverschuldung betrug 33 % des BIP.
Die Staatsausgaben verteilten sich 2020 auf die einzelnen Ressorts wie folgt (in % des BIP):
- Gesundheit: 2,6 %
- Bildung: 2,1 % (2021)
- Militär: 1,0 % (2023)

## Infrastruktur

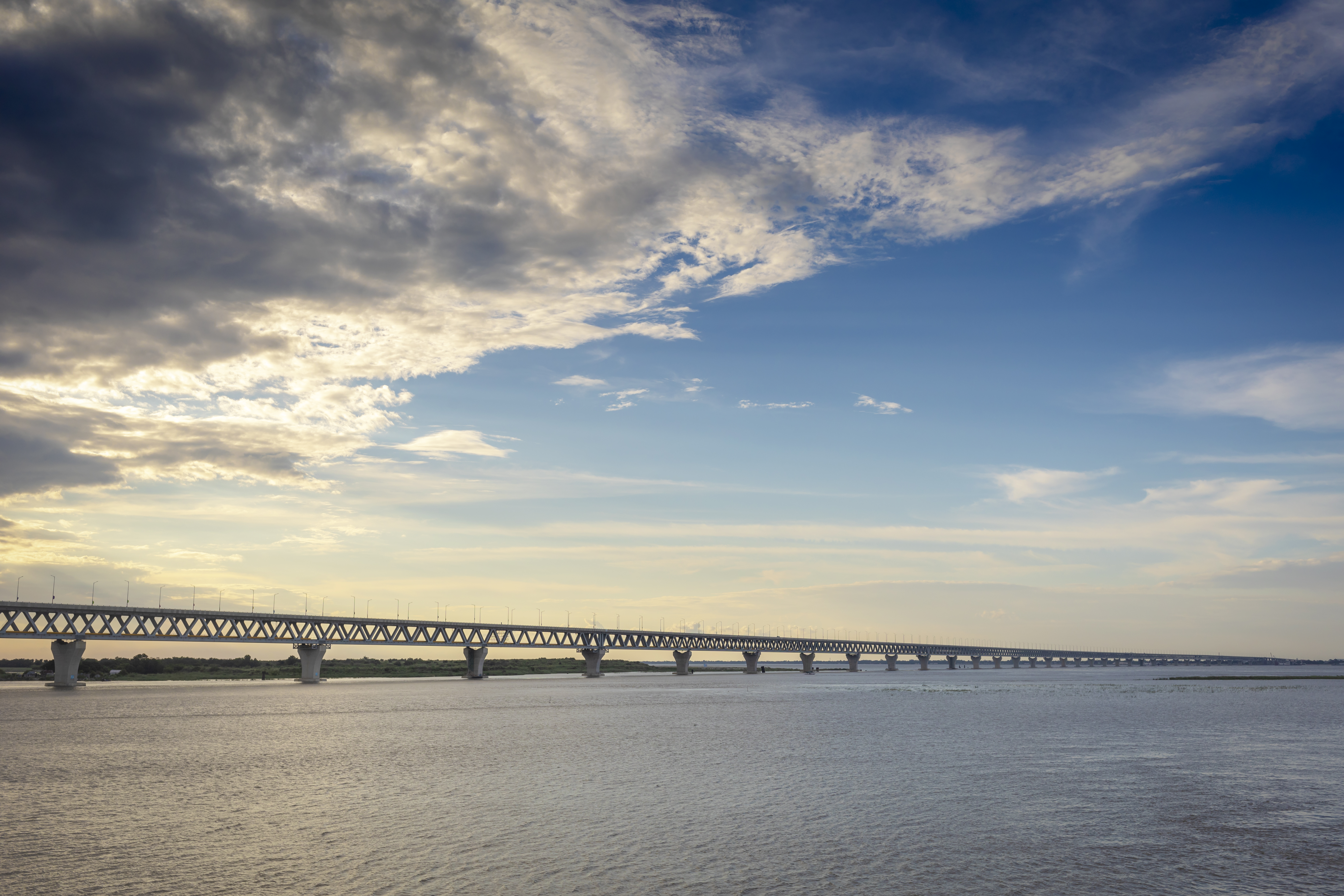
Die Padma-Brücke ist die größte Brücke in Bangladesch und die längste Brücke in Südasien.

### Straßenverkehr
Die Infrastruktur Bangladeschs ist in einem schlechten Zustand, unter anderem durch häufige und starke Überschwemmungen während der Monsunzeit. Das Straßennetz hat eine Länge von 21.269 Kilometern, davon sind nur ca. 5 Prozent (1063 Kilometer) befestigt (siehe dazu auch Liste von Nationalstraßen in Bangladesch). Im Straßenverkehr passieren deshalb viele schwere Unfälle. 2013 kamen in Bangladesch 13,6 Verkehrstote auf 100.000 Einwohner. Zum Vergleich: In Deutschland waren es im selben Jahr 4,3 Tote. Diese Zahlen geben einen noch deutlicheren Hinweis auf mangelnde Verkehrssicherheit, wenn man sie in Relation zur niedrigen Motorisierungsrate des Landes setzt. 2010 kamen im Land nur 3 Automobile auf 1000 Einwohner.

### Schienenverkehr

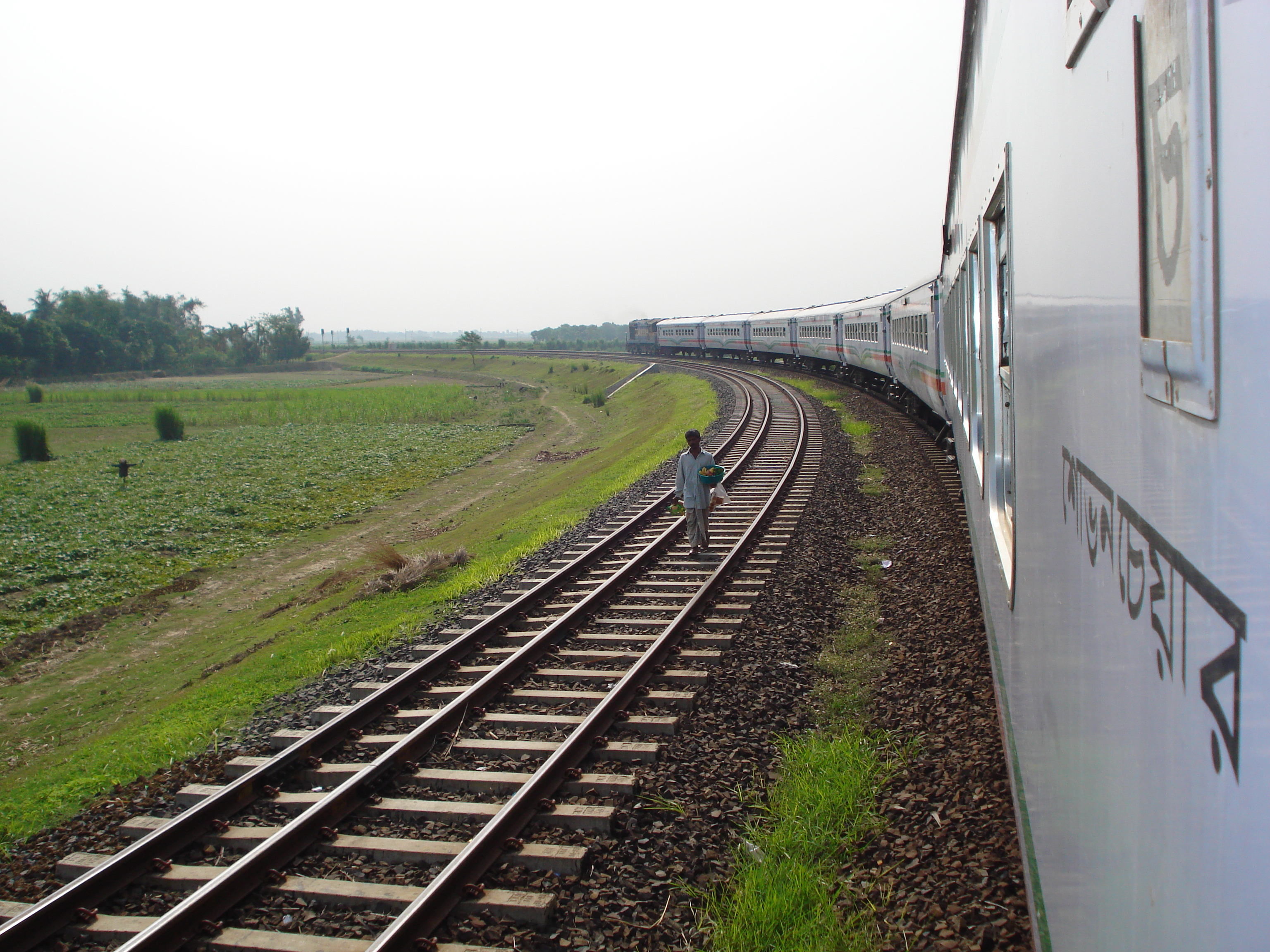
Dreischienengleis einer bangladeschischen Bahnstrecke

Das durch die nationale Eisenbahngesellschaft Bangladesh Railway betriebene Schienennetz umfasst 2885 Kilometer (Stand: 2015). Derzeit besteht ein Dualismus zweier Spurweiten, der noch auf die britische Kolonialzeit zurückgeht – im Westen des Landes und südlich der Padma sind die Bahnstrecken in indischer Breitspur ausgeführt, im Osten dagegen in Meterspur. Dies bringt erhebliche logistische Probleme mit sich, da die Fahrzeuge immer nur auf einer Spurweite verkehren können. Es wurden und werden daher Anstrengungen unternommen, alle Strecken zu Dreischienengleisen auszubauen. Langfristig ist eine Umstellung auf indische Breitspur geplant.

### Luftverkehr
Es gibt drei internationale Flughäfen (Dhaka, Chittagong und Sylhet), mehrere Inlandsflughäfen (siehe: Liste der Flughäfen in Bangladesch) sowie zwei Seehäfen (Chittagong, Mongla). Die staatliche Fluggesellschaft ist Biman Bangladesh Airlines.

## Kultur

### Feiertage
| Datum        | Deutscher Name                                           | Lokaler Name               | Bemerkungen                                                                                         |
| ------------ | -------------------------------------------------------- | -------------------------- | --------------------------------------------------------------------------------------------------- |
| 21. Februar  | Tag der Märtyrer / Internationaler Tag der Muttersprache | শহীদ দিবস Śahīd Dibas        | Gedenken an die Opfer des Sprachprotests in Dhaka 1952 im Rahmen der Bengalischen Sprachbewegung    |
| 14. April    | Bengalischer Neujahrstag                                 | পহেলা বৈশাখ Pāhela Bāishakh    | Der erste Tag des traditionellen bengalischen Sonnenkalenders                                       |
| 26. März     | Unabhängigkeitstag                                       | স্বাধীনতা দিবস Sbādhīnatā Dibas | Gedenken an die offizielle Verkündung der Unabhängigkeit Bangladeschs von Pakistan am 26. März 1971 |
| 1. Mai       | Erster Mai                                               | মে দিবস Me Dibas             | Tag der Arbeit                                                                                      |
| 16. Dezember | Tag des Sieges                                           | বিজয় দিবস Bijaẏ Dibas        | Ein gesetzlicher Feiertag; Sieg über Pakistan im Bangladesch-Krieg.                                 |
| 25. Dezember | Weihnachten                                              | বড়দিন Baṛadin               | Das Fest der Geburt Jesu Christi.                                                                   |

Die religiösen Feiertage folgen dem islamischen Mondkalender. Sie verschieben sich daher im Vergleich zum gregorianischen Kalender jedes Jahr um etwa elf Tage zurück.
| Datum                      | Deutscher Name          | Lokaler Name | Bemerkungen |
| -------------------------- | ----------------------- | ------------ | --- |
| 10. und 11. Dhū l-Hiddscha | Opferfest               | Eid ul-Adha  | Feier zum Ende des Haddsch. In Erinnerung an die Geschichte Abrahams wird ein Opfertier (Schaf, Ziegenbock, Kamel, Stier etc.) geschlachtet. |
| 1. und 2. Schawwāl         | Fest des Fastenbrechens | Eid-ul-Fitr  | Feier zum Ende des Ramadan. |
| 9. und 10. Muharram        | Aschura-Tag             | Ashura       | Gedenken an den Martyrer-Tod von Imam al-Husain ibn ʿAlī.                                                                                    |

### Küche

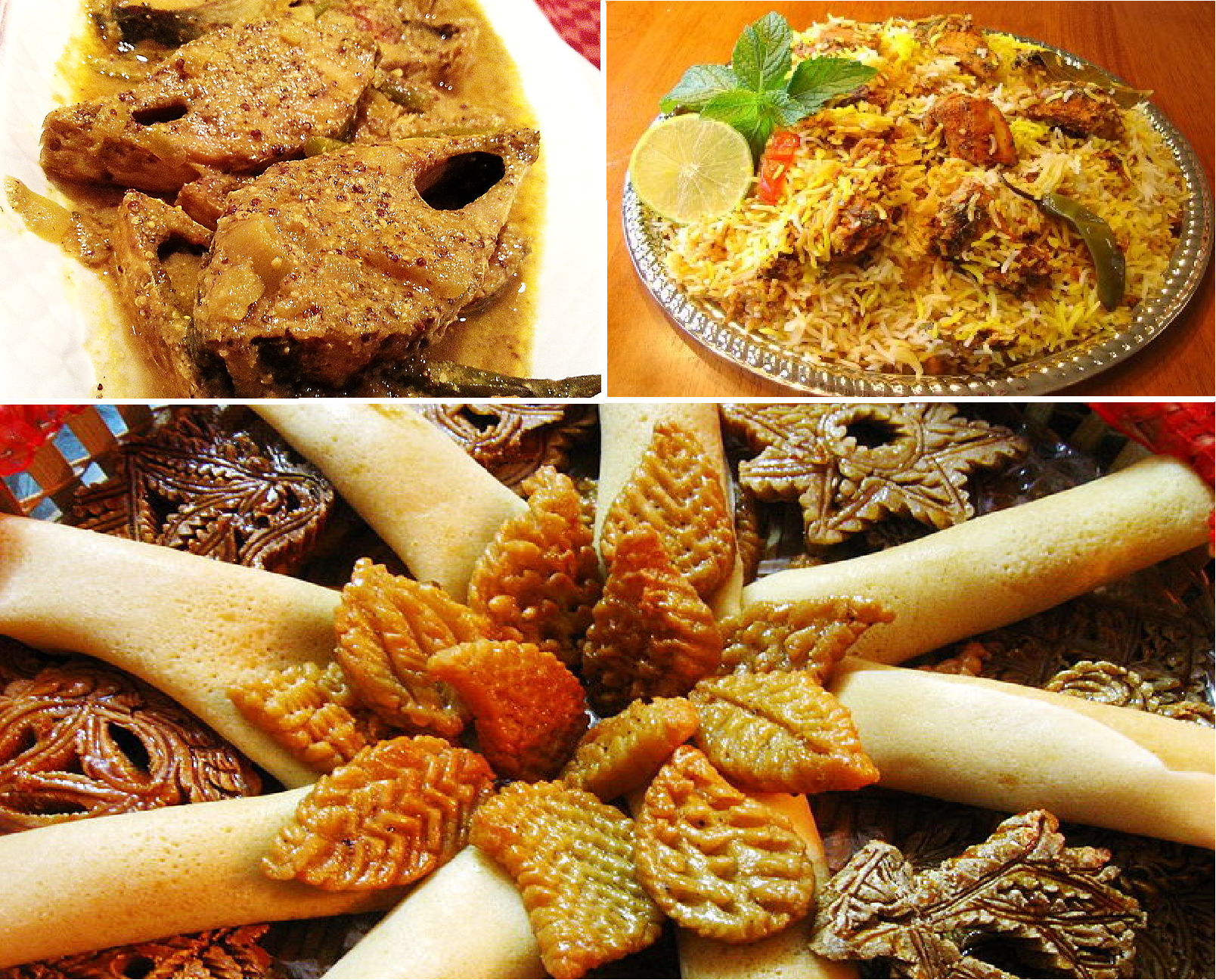
Von oben: Ilisch (Tenualosa ilisha) Fischcurry mit Senfsoße; Dhakai Biryani; Pithas (bengalische Pfannkuchen und frittierter Brandteig)

Bangladesch führt eine typische südasiatische Küche. Oftmals werden Gerichte mit Huhn, Rind oder Fisch sowie einer großen Vielzahl von Gemüsen zubereitet, die mit einer gewissen Schärfe aufwarten. In den Meeresregionen ebenso häufig sind Gerichte in Verbindung mit Meeresfrüchten, insbesondere mit Krabben. Die Beilage ist bei allen Mahlzeiten entweder Reis (häufiger) oder Fladenbrot (seltener, da aufwändiger zuzubereiten).
Süßigkeiten werden oft konsumiert, wobei die Zutaten und die Geschmacksrichtung stark variieren können. Ebenfalls häufig gibt es Süßspeisen auf Milchbasis, zum Beispiel Sandesh oder Pithas. Als Getränk erhält man in der Regel zum Beispiel Tee oder Lassi. Daneben besteht eine große Zahl weiterer Milch- und Fruchtsaftgetränke.
Die drei mit Abstand häufigsten Genussmittel/Alltagsdrogen sind Tee, Paan und Zigaretten. Der Konsum von Alkohol oder anderen Drogen ist verboten, findet im Privaten aber ebenfalls häufig statt.
Bis heute wird in Bangladesch so gut wie jede Mahlzeit mit den Händen gegessen.

### Musik
Als Bewohner eines Landes mit starken Regenfällen, mächtigen Flüssen und üppigem Grün haben die Bangladescher eine starke Verbindung zur Natur. Ihre Musik ist emotional, ekstatisch und romantisch. Für jede Gelegenheit, jede Stimmung und Jahreszeit gibt es ein eigenes Lied. Moderne bengalische Musik stammt von zwei unterschiedlichen Schulen. Die erste, eine Mischung von Ost und West, wurde von Rabindranath Thakur initiiert, die zweite von Kazi Nazrul Islam angeführt.

### Film
| Jahr | Anzahl |
| ---- | ------ |
| 1975 | 034    |
| 1985 | 063    |
| 1995 | k. A.  |
| 2005 | 102    |

Die Filmindustrie Bangladeschs hat ihr Zentrum in der Hauptstadt Dhaka. Vor der Teilung Indiens im Jahre 1947 wurden Filme in bengalischer Sprache meist in Kolkata produziert. Der größte Teil der bangladeschischen Filmproduktion sind Unterhaltungsfilme im typischen südasiatischen Stil mit Tanz- und Gesangseinlagen. Zu den von Kritikern meistbeachteten Filmemachern gehören Zahir Raihan, Alamgir Kabir, Humayun Ahmed, Tanvir Mokammel und Tareque Masud. Seit 2003 reicht das Land Filme für die Wahl zum Oscar für den besten fremdsprachigen Film ein.
In der Allgemeinbevölkerung genießen allerdings sowohl indische Produktionen als auch westliche Produktionen eine größere Popularität als Eigenproduktionen.

### Sport

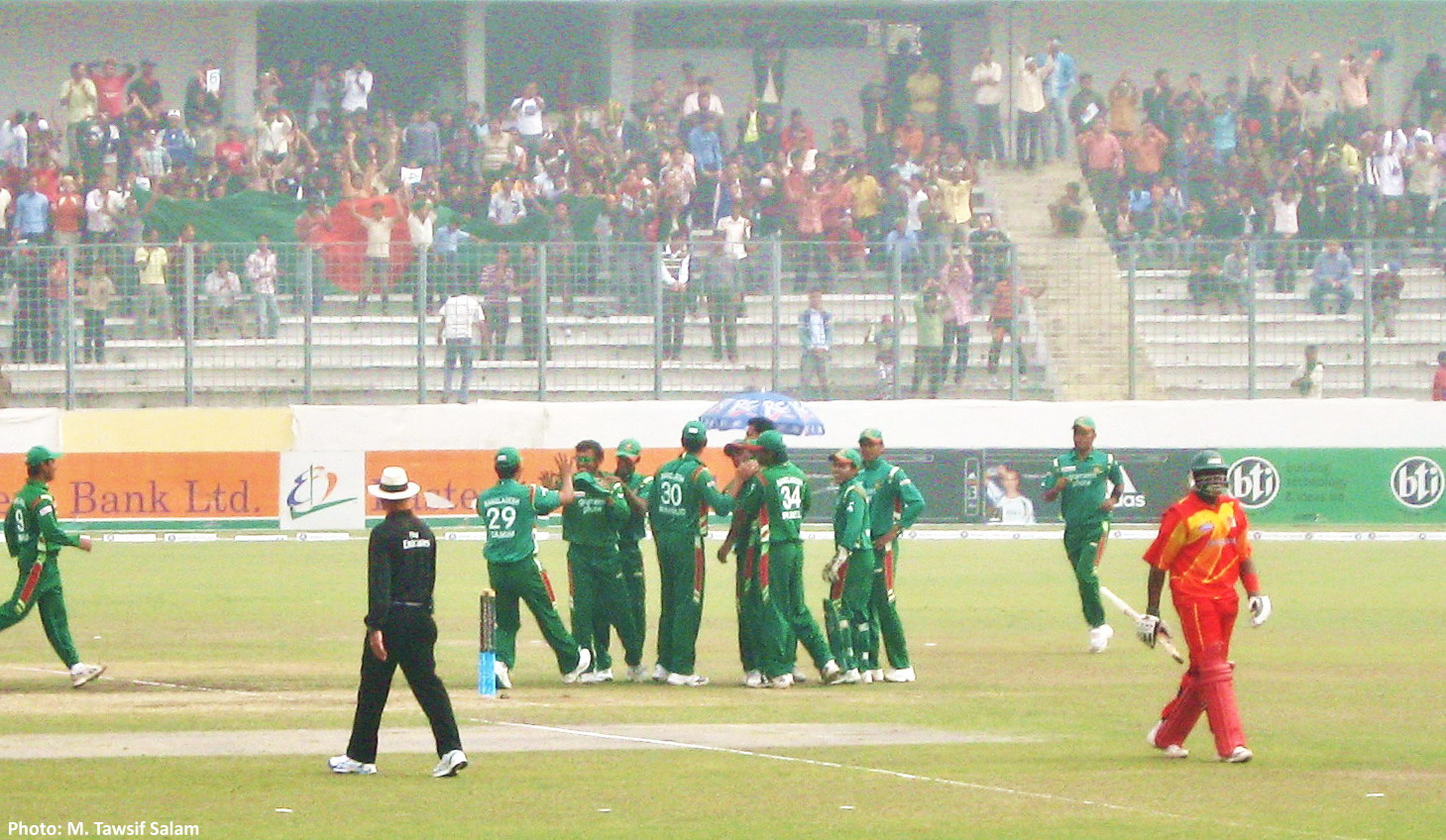
Bangladeschs Cricket-Nationalmannschaft feiert das Erzielen eines Wickets gegen Simbabwe, 2009

Nationalsport Bangladeschs ist Kabaddi, während der populärste Sport Cricket ist. Die Cricket-Nationalmannschaft ist eine von derzeit zwölf Mannschaften, die Test Cricket bestreiten. Ihre erste Weltmeisterschaft bestritten sie 1999 und waren 2011 Mitgastgeber des Turniers sowie alleiniger Gastgeber der ICC KnockOut 1998 und der ICC World Twenty20 2014. Ihr erfolgreichstes Abschneiden bei der Weltmeisterschaft hatten sie mit dem Viertelfinaleinzug 2015. Beim Asia Cup erreichte Bangladesch bisher drei Mal das Finale (2012, 2016 und 2018). 2020 gewann Bangladesch erstmals die ICC U19-Cricket-Weltmeisterschaft und damit seinen ersten Titel bei einem ICC-Turnier überhaupt. Das Nationale Cricket wird durch das Bangladesh Cricket Board organisiert, der zahlreiche Wettbewerbe im Land organisiert, unter anderem die international besetzte Bangladesh Premier League (BPL). Im November 2021 wurde Bangladesch zusammen mit Indien zum Gastgeber des Cricket World Cup 2031 ernannt. Die Frauen-Nationalmannschaft, die seit 2007 existiert, konnte 2018 die Asienmeisterschaft gewinnen und zog zwei Mal ins Finale der Asienspiele ein (2010 und 2014).
Fußball ist nach Cricket die zweitwichtigste Sportart in Bangladesch und wird durch die Bangladesh Football Federation organisiert. Wichtigster Nationaler Wettbewerb ist die Bangladesh Premier League. Größter Erfolg der Nationalmannschaft war der Gewinn der Südasienmeisterschaft 2003. Bei Weltmeisterschaften unterstützen die meisten Bangladescher Argentinien, viele weitere Brasilien und Deutschland. Während Weltmeisterschaften werden überall die Flaggen Argentiniens und Brasiliens gehisst, nach dem argentinischen Sieg 2022 ist die Flagge Argentiniens auch 2023 noch häufiger an Masten im Land zu sehen als die eigene Nationalflagge. Die große Unterstützung aus Bangladesch führte sogar zur ersten Wiedereröffnung einer eigenen argentinischen Botschaft Anfang 2023 in Dhaka nach Aufgabe der letzten im Jahr 1978. Die Frauen-Nationalmannschaft konnte 2016 ins Finale der Südasienmeisterschaft einziehen.
Andere beliebte Sportarten sind Hockey, Tennis, Badminton, Handball, Basketball, Volleyball, Schach, Sportschießen und Angeln.
Seit 1984 nimmt Bangladesch an Olympischen Sommerspielen teil. Auf eine Teilnahme an Winterspielen wurde bisher verzichtet. Sportler aus Bangladesch konnten bislang keine Medaille gewinnen. Damit ist Bangladesch das einwohnerstärkste Land ohne olympische Medaille. Bislang konnte sich kein Sportler für die Teilnahme an Olympischen Spielen sportlich qualifizieren. Sportler des Landes konnten durch die Vergabe von Wildcards teilnehmen.
Special Olympics Bangladesch wurde 1994 gegründet und nahm mehrmals an Special Olympics Weltspielen teil.